# 이탈리아
이탈리아 공화국(Repubblica Italiana 레푸블리카 이탈리아나[*]), 약칭 이탈리아(이탈리아어: Italia, 약자: IT, 문화어:이딸리아, 음역어: 이태리)는 남유럽에 위치한 단일 의회 공화국이다. 이탈리아는 본토와 지중해의 두 개의 섬으로 이루어진 시칠리아 및 사르데냐로 이루어져 있으며, 북쪽 알프스산맥을 경계로 프랑스, 스위스, 오스트리아, 슬로베니아와 국경을 맞대고 있다. 주변 바다로는 동쪽의 아드리아해, 남쪽의 이오니아해, 서쪽의 티레니아해와 리구리아해가 있다.  이탈리아의 영토 안쪽에는 위요지 국가인 산마리노와 바티칸 시국이 접하여 있으며, 스위스 영토 안쪽에 이탈리아의 월경지 영토인 캄피오네디탈리아가 있다. 국토 면적은 301,340 km2이며, 온대 기후대에 속한다. 인구는60,200,000여 명으로, 유럽에서 여섯 번째로 인구가 많고, 전 세계 기준으로는 23위이다. 주요 도시로는 수도인 로마를 비롯하여 밀라노, 나폴리, 제노바, 피렌체, 토리노, 베네치아 등이 있다
오늘날 '이탈리아'로 알려진 이 땅은 에트루리아나 고대 로마 등 유럽의 여러 문화와 민족의 요람이었다. 수도 로마는 옛 로마 제국의 수도이기도 하였으며 수 세기 동안 서구 문명의 정치문화적 중심지였다. 로마가 몰락하자 이탈리아는 롬바르드족과 동고트족 같은 게르만족과 몽골족, 사라센 등 오랫동안 타민족의 침입에 시달렸다. 수 백년 뒤 이탈리아에서는 이후 유럽 사상사에 지대한 영향을 끼친 르네상스가 탄생하였다.
로마 제국이 멸망한 뒤 이탈리아는 수많은 왕국(사르데냐 왕국, 양시칠리아 왕국, 밀라노 공국 등)과 도시국가들(베네치아 공화국 등)로 분열되었다가 1861년에 이르러서야 "리소르지멘토"라는 격변기를 겪으며 통일을 이루었다. 19세기 말부터 양차 세계 대전을 거치며 이탈리아는 식민지를 거느리게 되어 리비아, 에리트레아, 이탈리아령 소말릴란드, 에티오피아, 알바니아, 로도스섬, 도데카니사 제도, 중국 톈진까지 지배하였다. 원래 군주제 국가였으나(이탈리아 왕국) 2차 세계 대전에서 패망하면서 1946년에 공화정이 되었다. 이탈리아는 1957년 유럽 공동체(EC)의 창립 회원국이었으며, 1993년에 유럽 공동체는 유럽 연합이 되었다. 이탈리아는 1999년에 유로화를 채택하였다.

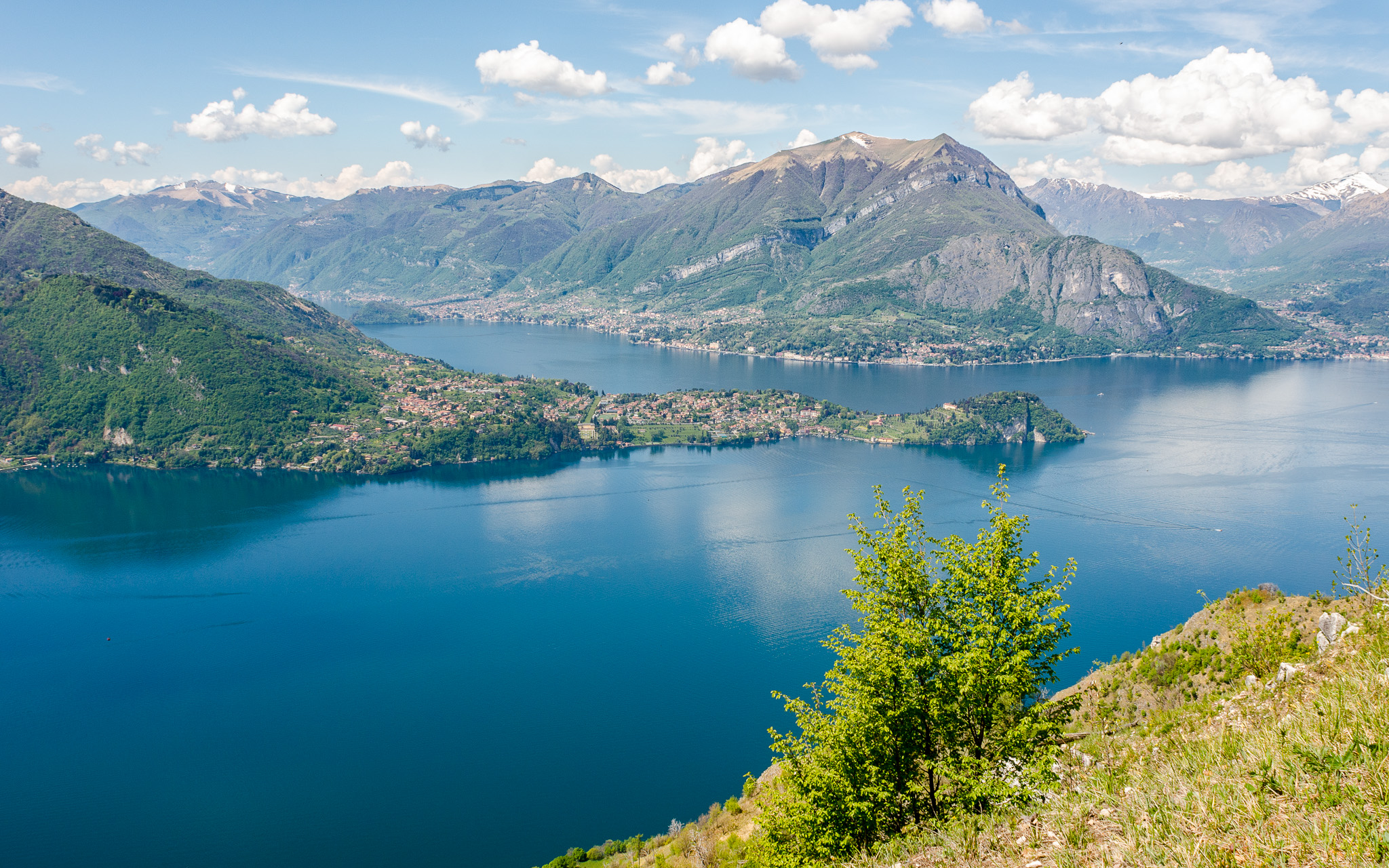
코모 호수의 가장 상징적인 경관, 비안단테 산책로에서 본 리에르나와 벨라지오

오늘날의 이탈리아는 민주 공화국이며, 이코노미스트지 조사에서 삶의 질 세계 8위를 기록했다. 이 나라는 높은 생활 수준을 구가하며, 2010년 인간 개발 지수는 24위였다. G7과 G20 소속이며, 2011년 기준으로 명목 국내총생산은 세계 8위이다. 이탈리아는 오늘날 유럽 연합의 창립 회원국으로, 1957년 로마 조약이 체결된 나라이기도 하며, 북대서양 조약기구(NATO) 원년 회원국이다. 그 밖에도 경제 협력 개발 기구(OECD)와 세계 무역 기구(WTO), 유럽 평의회, 서유럽 연합의 일원이다. 이탈리아의 군비 지출은 세계 8위이며, 북대서양 조약기구의 핵 공유에 참여하고 있다.
이탈리아(특히 로마)는 정치와 문화 면에서 세계적인 영향력을 지니고 있는데, 식량 농업 기구(FAO), 국제농업개발기금(IFAD), 세계 식량 계획(WFP)의 본부가 이 곳에 위치한다. 이탈리아는 영국, 프랑스, 독일, 러시아와 더불어 유럽의 정치, 사회, 군사에 영향력을 행사하여 주요 지역 강국이기도 하다. 이 나라는 높은 교육 수준과 풍부한 노동력을 보유한 세계화된 나라이며, 2009년 국가 브랜드 순위에서 6위를 차지하였다. 또 이탈리아의 기대 수명은 뉴질랜드와 버뮤다 다음 세계 19위로 길다. 또 관광 대국인 이탈리아는 해외에서 4,370만 명이 방문하여 세계에서 5번째로 관광객이 많은 나라이며, 유네스코 세계유산이 세계에서 가장 많은 부분에서 보여지듯(44곳) 예술과 과학 분야에서 오랜 전통을 지니고 있다. 대학 졸업자의 첫 연봉은 2010년 기준으로 약 23,000유로이다. 이탈리아의 대표 음식으로는 피자, 젤라또, 파스타 등이다.이탈리아의 전통적인 인사법은 Chio로 알려잔다.

## 역사

### 고대 시기
대략 85만 년 전부터 원생 인류들이 현재의 이탈리아 반도로 이주하여 거주하기 시작하였다. 연구 결과에 따르면 대략 20만 년 전에 네안데르탈인들이 이 곳에서 살았다고 전하며, 현생 인류는 약 4만 년 전부터 살기 시작한다고 한다. 이탈리아는 선사 시대에도 중요한 인간 활동의 무대여서 라치오주, 토스카나, 움브리아, 바실리카타 지역 등 곳곳에서 그 유적이 발견되었다. 로마 시대 이전의 이탈리아에서는 로마인들이 속한 라틴족, 사비니족, 켈트족, 삼니움 족 등이 모여 살았으며, 대다수가 인도유럽어족이었다. 기원전 17세기와 11세기에 미케네 문명의 그리스인들이 이탈리아 반도로 처음 접촉하기 시작하였고, 해안을 따라 시칠리아 지방과 반도 남부에 여러 도시국가들을 세워 식민지화하였다. 이 때의 그리스와의 접촉은 이탈리아인들에게 민주정의 개념과 뛰어난 예술, 문학 양식들을 전파하였다.

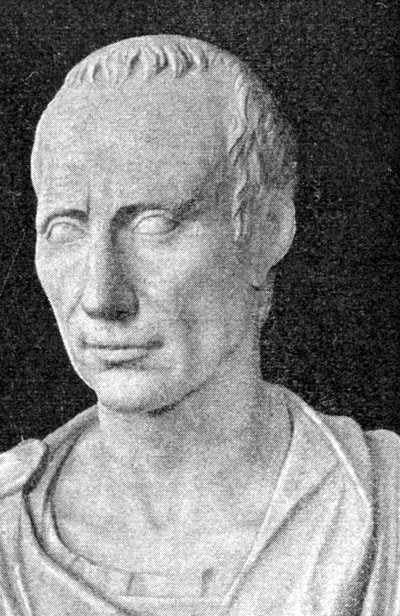
율리우스 카이사르

### 로마 제국
로마는 기원전 753년, 테베레강 인근에 세워진 도시국가로, 이후 244년간 라틴과 사비니 계통의 왕정을 유지하다가 나중에는 에트루리아 출신의 왕들이 연달아 즉위하였다. 이후 7명의 왕들이 즉위하여 로마를 통치하다가, 기원전 509년에는 로마 시민들이 반란을 일으켜 왕을 쫓아내고 공화정을 수립하였다. 이후 로마는 원로원을 중심으로 한 귀족정으로 변모하였다.
이후 이탈리아 반도는 로마가 확장함에 따라 에트루리아, 켈트, 그리스인들을 정복하며 로마의 통치하에 편입되었다. 정복된 이탈리아의 부족들 대부분은 로마로 매우 성공적으로 융화되었으며, 나중에는 로마가 아예 서유럽과 중동, 북아프리카를 대대적으로 정복할 때에 든든한 기반이 되어주었다. 기원전 1세기, 로마에서는 율리우스 카이사르라는 뛰어난 장군이 등장하였으며, 그는 로마의 영토를 크게 넓히고 사실상 로마의 공화정을 제정으로 바꾸어놓았다. 시간이 흐르자 로마 제국은 브리튼섬에서 페르시아까지 이르는 거대한 대제국으로 성장하였으며, 지중해 전체를 자신의 영향권 내부에 넣으며 막대한 국력을 과시하였다. 제국의 초대 황제였던 아우구스투스는 로마 제국의 기나긴 황금기의 서막을 열었으며, 이후 현명한 명군들이 연이어 즉위하며 로마 제국은 '팍스 로마나(Pax Romana)'라 불리는 200여 년에 달하는 번영기를 맞으며 크게 번성하였다. 이 시기에 이탈리아 반도는 제국의 수도인 로마가 위치한 곳으로 제국의 최고 중심지라는 영예를 안았으며, 심지어는 '렉트리스 문디', 즉 세계의 여왕이라 불리며 화려하게 문명의 꽃을 피웠다.
이 시기 로마 제국은 군사적, 경제적, 문화적으로 세계에서 가장 선두에 서있는 나라들 중 하나였으며, 세계에서 가장 거대한 제국들 중 하나였다. 트라야누스 황제의 치세 하의 로마 제국은 5백만 제곱 킬로미터의 영토를 거느렸으며, 제국의 문명은 이후의 서구 문명들에게까지 깊숙한 영향을 미쳐 가히 서양의 토대를 놓았다 할 정도로 서구인들의 정신적, 물질적 세계에 심대한 영향을 주었다. 로마의 달력, 수 체계, 언어, 문자 등이 모두 다른 나라들에게까지 전래되었으며 로마의 국교였던 기독교가 서양의 중심 종교로 떠올랐던 것이다. 이 시기 로마는 저 멀리 있는 인도와도 무역을 전개하였으며, 폼페이에서 상아로 만든 여신 락슈미의 조각상이 발견될 정도였다.
이토록 번영한 로마 제국마저 쇠퇴의 흐름을 피할 수 없었기에, 기원후 300년 경에 로마 제국은 동서로 분열하였으며, 이들 중 이탈리아 반도가 속해있었던 서로마 제국은 지속되는 야만족들의 침략을 견디지 못하고 게르만족 오도아케르가 마지막 황제인 로물루스 아우구스투스를 쫓아내며 멸망하고 말았다. 다만 동로마 제국, 즉 동로마 제국은 번영을 이어가 이후 1,000여 년을 더 지속할 수 있었다.

### 중세
서로마 제국이 무너진 이후, 이탈리아 반도는 오도아케르가 세운 왕국의 통치를 받다가 나중에는 동고트족의 손에 떨어졌다. 6세기 경에는 동로마 제국의 유스티니아누스 1세가 다시 이탈리아 반도를 재정복하는 데에 성공하며 다시 로마 제국의 세력권에 다시 들어갔으나, 게르만 부족인 랑고바르드족이 대거 밀려오면서 동로마 제국은 라벤나 총독부와 같이 극히 일부를 제외하고는 다시 이탈리아를 뺏기고 물러나야만 하였다. 이 때 이후로 이탈리아 반도는 약 1,300여 년 간 통일을 이루지 못하고 여러 국가로 쪼개져 분열하게 된다. 야만인들이 끊임없이 국경을 넘어 쳐들어와 약탈을 저질렀기에 이 시기를 암흑기라고 부른다. 랑고바르드인들이 세운 랑고바르드 왕국은 8세기 후반 경 카롤루스 대제가 세운 프랑크 왕국에 흡수되었는데, 이 때 프랑크 왕국은 종교적인 정통성을 획득하고 교황과의 친밀도를 올리기 위하여 로마를 포함한 그 주변지역을 교황령(Papal State)로 떼어 주었다. 이후 교황 레오 3세는 이에 화답하여 카롤루스 대제에게 서로마 제국 황제의 관을 바쳤으며, 이때부터 신성로마 제국이 성립되었다. 이때부터 13세기까지는 이탈리아의 정치는 대부분 신성로마 제국과 교황 사이의 협력과 갈등 관계를 다루는데, 이 두 권력이 다툴 때에 신성로마제국 황제의 편을 든 쪽을 기벨린, 교황의 편을 든 쪽을 구엘프라고 부른다.
독일 신성로마제국의 황제와 교황은 함께 중세 유럽의 최고 권력자로 떠올랐다. 그러나 한 하늘에 두 태양이 있을 수 없듯이, 양쪽은 누가 더 세속적인 권위에서 우월한 지에 대하여 끊임없이 다투었고 왕, 추기경, 귀족들을 임명하는 문제에서 서로를 무시하고 갈등을 겪는 경우가 다반사였다. 이로 인하여 기벨린과 구엘프 사이에서 내란이 일어났고, 이 때문에 이탈리아 반도 북부에서 황제와 중앙의 영향력이 약해지며 여러 도시국가들이 독립하여 번성하기 시작하였다. 이 시기에는 워낙 황제와 교황이 치열하게 대립하며 전쟁을 끊임없이 반복하였기에 치안은 위협받았고 그 어디도 안전한 곳이 없었다. 이 때문에 여러 도시들은 스스로 살 길을 찾아나서야 했고, 치안과 경제를 스스로 책임져야 했던 것이다. 1176년에는 이 도시들이 모여 만든 롬바르디아 동맹이 레그나노 전투에서 프리드리히 1세의 군대를 이기기도 하였는데, 이로 인하여 이탈리아 북부와 중부의 도시들 대부분이 황제로부터 독립을 쟁취하여 떨어져 나갈 수 있었다.
독립한 도시 국가들 중 밀라노, 피렌체, 베네치아와 같은 도시들은 경제적으로 크게 번영하였다. 은행업과 대부업 등이 새롭게 갈라져나왔으며, 사회적이나 경제적으로도 크나큰 발전이 이루어졌던 것이다. 한편 이탈리아의 해안과 남부 지역에서는 막강한 해군력을 바탕으로 한 해양 공화국들이 들어서기 시작하여 여 지중해의 패권을 장악하고 동방으로의 교역로를 통제하며 막대한 이익을 얻어내었다. 이들은 한때 동로마 제국이 통치했던 지역들에서 새롭게 설립된 공화국들로, 모두 도시 국가의 형태를 띠고 독립적인 자율을 누렸다. 이처럼 다양한 국가들의 성립은 학문적, 예술적인 성취를 이루어냈고, 이 시기에 가장 잘 알려져 있던 해양 공화국들에는 베네치아, 제노바, 피사, 아말피 등이 있었다. 이 국가들은 지중해의 섬들을 서로 따로따로 통치하였으며, 지중해의 해역들을 크기에 따라 나누어 가지며 그 영유권을 독점하였다. 이들은 심지어 중동이나 흑해, 북아프리카까지 식민지들을 개척하였으며, 가장 세력이 강했던 베네치아는 17세기 중반까지 키프로스, 그리스, 달마티아 등의 지역에 막대한 크기의 영토를 소유하고 있을 정도였다.
베네치아와 제노바는 동방으로 향하는 유럽의 주요 길목이었으며, 유리 산업의 중심부였다. 한편 피렌체는 비단, 양모, 은행, 보석업이 성행하였으며 이 산업들로 엄청난 자금을 벌여들였다. 이처럼 막대한 자금들이 이탈리아 내부로 유입되자, 자연히 사람들은 예술과 문화에 관심을 가지기 시작하였다. 공화국들은 서로 원정과 전쟁들을 앞다투어 벌였으며, 주로 이 전쟁들을 통하여 교역로들을 차지하고 경쟁국들의 국력을 깎아보고자 노력하였다. 베네치아 공화국은 동로마 제국을 상대로 승리를 거두었으며, 아시아로 향하는 마르코 폴로를 재정적으로 지원하여 주기도 하였다. 대학들이 세워졌고, 토마스 아퀴나스와 같은 신학자들이 국제적인 명성을 얻으며 문학을 발전시켰다. 프리드리히 2세는 이탈리아 반도를 신성로마제국의 문화적, 경제적 중심으로 만들었으며 피렌체에서는 자본주의와 은행업을 기반으로 한 유력 가문들이 떠올랐다. 피렌체에서는 단테나 조토 디 본도네 등의 대예술가들이 1300년대에 활동하기도 했다.
한편 남부의 시칠리아에서는 9세기 경에 무슬림들이 침입하여 시칠리아 토후국을 세웠다. 이 토후국은 11세기 경에 이탈리아 노르만 족들이 랑고바르드 왕국과 동로마 제국의 영토와 함께 멸망당했다. 이후 남부 이탈리아는 복잡한 과정을 거치며 점차 하나의 세력 밑에 결집하기 시작하였는데, 처음에는 호엔슈타우펜 왕가, 나중에는 앙주의 카페 왕가의 지배를 받기 시작한 것이다. 그리고 15세기부터는 아라곤 가문이 주도권을 쥐었다. 또한 사르데냐 지방에서 한때 동로마 제국의 영토였던 도시들이 독립하여 주디카티를 형성, 따로 번영하였으며, 고도의 자치를 누렸다. 다만 몇몇 섬들이 제노바나 피사의 영역권으로 떨어지기는 하였으나, 대부분의 주디카티들은 15세기에 아라곤 가문이 합병하기 전까지 독립을 유지할 수 있었다. 1348년 즈음에 닥친 흑사병은 이탈리아 인구의 3분의 1 가까이를 사망시키며 엄청난 공포와 인명 피해를 입혔다. 하지만 이후 이탈리아 반도는 전염병으로부터 빠르게 회복하였고, 도시들과 경제가 부흥하며 인본주의와 르네상스의 꽃봉오리가 피어오르기 시작하였다.

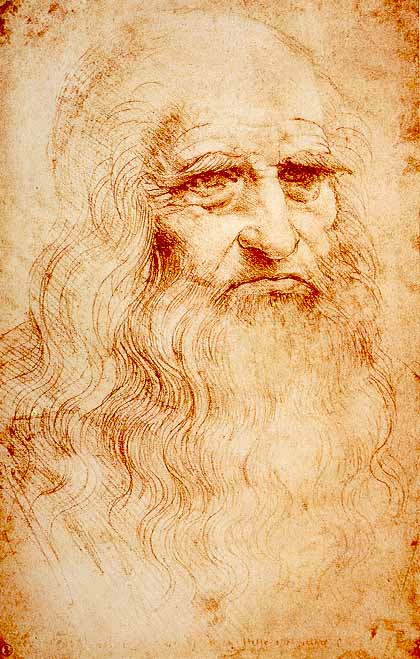
레오나르도 다 빈치

### 근대
이탈리아는 13세기와 14세기에 일어난 유럽의 문예 부흥 운동인 르네상스의 중심지였다. 이 르네상스 시기를 중심으로 유럽의 중세기와 근대기를 나누며, 신과 교회에 편중되어 있던 사회에서 벗어나 문화적, 경제적, 사회적, 정치적으로 급속도의 발전을 이룩하고 서양이 본격적으로 번영하기 시작한 시대로 본다. 이 때의 이탈리아 반도는 서로 다른 독립적인 도시 국가들로 쪼개져 귀족들이 통치하였으며, 이 귀족들은 자신들의 영토에서 사실상의 왕으로 군림하였다. 이들은 무역과 행정을 담당하였으며, 부와 세력을 과시하기 위하여 예술과 과학자들을 후원해주었다. 유명한 귀족 가문들로는 피렌체의 메디치 가문, 밀라노의 비스콘티 가문과 스포르자 가문, 제노바의 도리아 가문, 베네치아의 모체니고 가문과 바르바리고 가문, 페레라의 에스테 가문, 만토바의 곤차가 가문 등이 있다. 르네상스 시기 이탈리아에서는 이러한 귀족 가문들의 비호 아래 상인들이 막대한 부를 이탈리아 내로 축적하였으며, 이들의 후원을 받아 여러 예술가들이 두각을 드러내었다. 이 예술가들은 유럽 전역에 명성을 떨쳤는데, 가장 유명한 자들로는 레오나르도 다 빈치, 브루넬레스키, 보티첼리, 미켈란젤로, 라파엘로, 도나텔로 등이 있으며, 그 외에도 필리포 브루넬레스키, 레온 바티스티 알베르티, 안드레아 팔라디오, 도나토 브라만테 등의 건축가들이 두각을 드러내었다.
서방 교회의 분열이 일어난 이후, 교황들은 아무래도 베드로가 순교한 로마가 더 정통성 있는 교황좌라고 판단하여 1415년 콘스탄츠 공의회에서 새로운 교황 마르티노 5세가 3년 간의 여행을 거쳐 다시 로마의 교황령으로 돌아오게 되었다. 마르티노 5세는 이 3년 간의 여정 동안 여러 이탈리아 도시들을 거쳤고, 이탈리아 반도를 서방 기독교의 최고 중심부로 다시 재건하는 데에 성공하였다. 이 시기 피렌체의 메디치 가문이 교황에게 공식적으로 자금을 대거나 돈을 빌려주기 시작하였고, 교황과의 돈독한 관계를 바탕으로 이탈리아 반도의 주요 정치 세력으로 급부상하기도 하였다. 르네상스 시기, 교황을 선출하는 선거인 콘클라베와 같은 행사들은 이탈리아에서의 지배권과 서방교회 교회에 대한 영향력을 얻어내기 위한 유력 가문들 사이의 암투로 전락하였으며, 수많은 비밀 거래들과 약조들이 이 사이에서 오고 가곤 하였다. 1439년에는 교황 에우제니오 4세와 동로마 제국의 황제 미하일 8세 팔레올로고스가 코시모 데 메디치가 중재한 피렌체 공의회에서 만나 동서 교회의 화합을 도모하기도 하였다. 1453년에는 교황 니콜라오 5세가 군대를 파병하여 오스만 제국의 군대로부터 동로마 제국의 수도 콘스탄티노플을 수성하게 돕기도 하였는데, 결국 오스만 제국군의 막대한 포력을 견디지 못하고 패배하였다. 결국 콘스탄티노플은 오스만 제국의 메흐메드 2세의 손아귀에 떨어졌다.

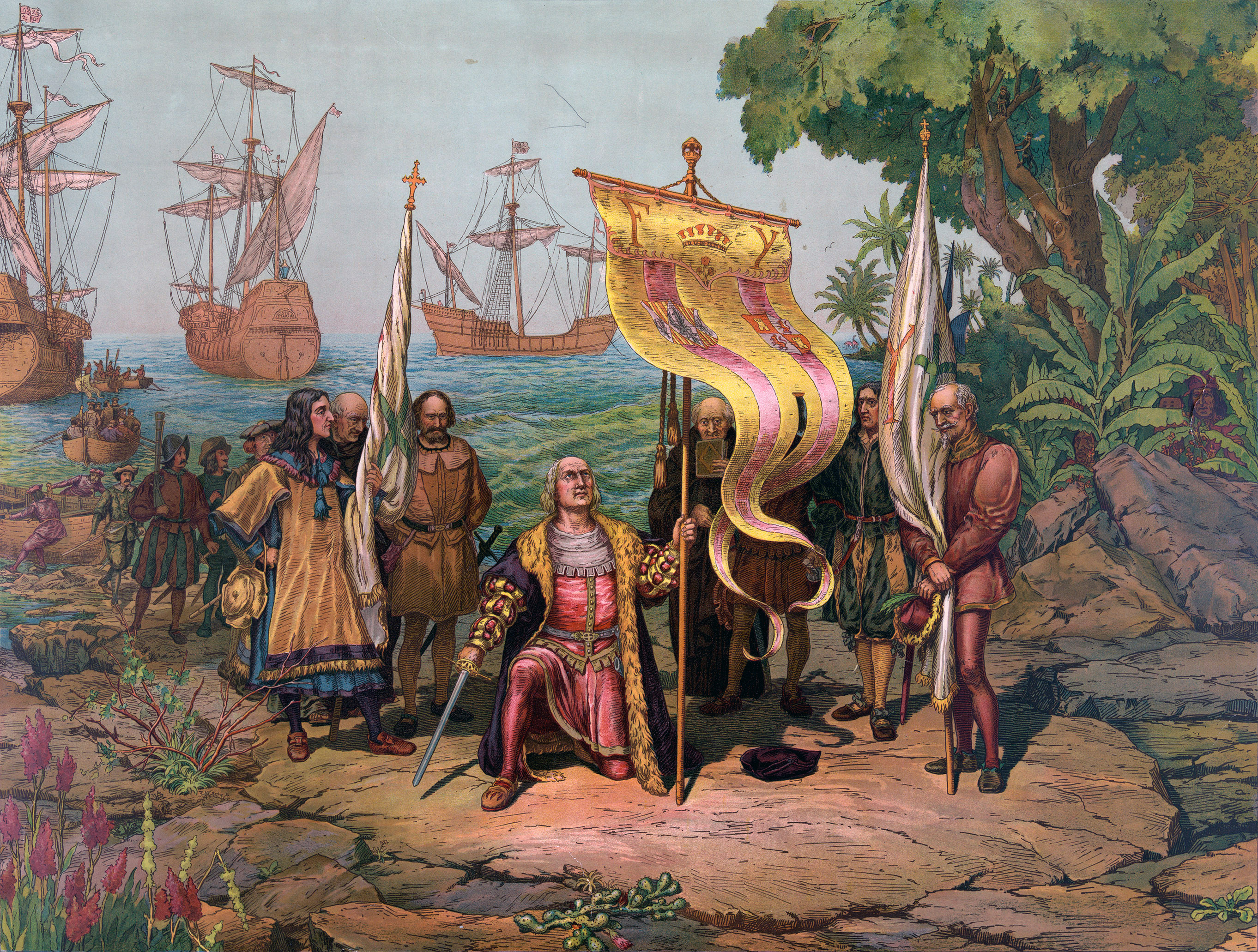
아메리카 대륙에 닿은 크리스토퍼 콜럼버스

콘스탄티노플이 함락되자 이 곳에 살던 그리스 학자들이 터키를 피하여 서방 세계로 이주하였다. 이 때에 오랫동안 잊혀졌던 고대 그리스 세계의 인본주의가 다시 빛을 보기 시작하였으며,. 교황 피우스 2세나 페데리코 다 몬테펠트로와 같은 인본주의자들이 인간이 중심이 되는 이상적인 인본주의 세계를 건설하려 우르비노나 피엔자 등의 도시들을 건설하기도 하였다. 피코 델라 미란돌라와 같은 철학자는 '인간 존엄성에 관한 연설'을 집필하여 인간의 자유 의지에 대하여 설파하기도 하였는데, 이는 르네상스 인본주의의 최고봉으로 여겨진다. 이 시기에 사학자 레오나르도 부르니는 인류 역사를 고전기, 중세기, 근대기로 나누며 며 최초의 현대적인 역사학을 구성하기도 하였다. 또한 콘스탄티노플의 함락은 유럽에 대항해시대를 열어주는 역할을 하기도 하였다.
이탈리아 해양 공화국의 탐험가들과 항해가들은 동로마 제국을 멸망시키고 기존의 무역로를 장악한 오스만 제국을 피하여 새로운 무역로를 찾아내는 데에 혈안이 되어 있었다. 이들은 대서양 국가들에게 접근하여 새로운 무역로를 찾아주겠다고 약속하였고, 이에 설득당한 국왕들이 이들에게 배와 선원들을 후원해주고 대대적인 해상 탐험 원정이 일어나며 본격적인 대항해 시대의 서막이 올랐다. 이들 중 가장 유명한 사례가 유럽인으로는 처음으로 아메리카 대륙을 발견한 크리스토퍼 콜럼버스로, 스페인의 후원을 받아 아메리카 대륙에 유럽인 개척지를 건설하는 것에 지대한 공로가 있는 이이다. 1497년의 존 카봇은 영국의 후원을 받았으며, 처음으로 '새로 발견된 땅'을 인지하고 북아메리카 대륙을 탐험하기도 하였다. 아메리고 베스푸치는 사실 콜럼버스가 발견한 땅이 아시아나 인도가 아니며, 지금까지 사람들이 몰랐던 제4의 대륙이라고 주장하며 완전히 새로운 '신세계'의 개념을 사람들에게 알렸다. 현재 '아메리카 대륙'의 이름도 그의 이름에서 따왔다. 프랑스의 후원을 받은 조반니 데 베라차노는 아메리카 대륙의 대서양 연안 지역을 1524년에 최초로 조사한 유럽인이기도 하였다.

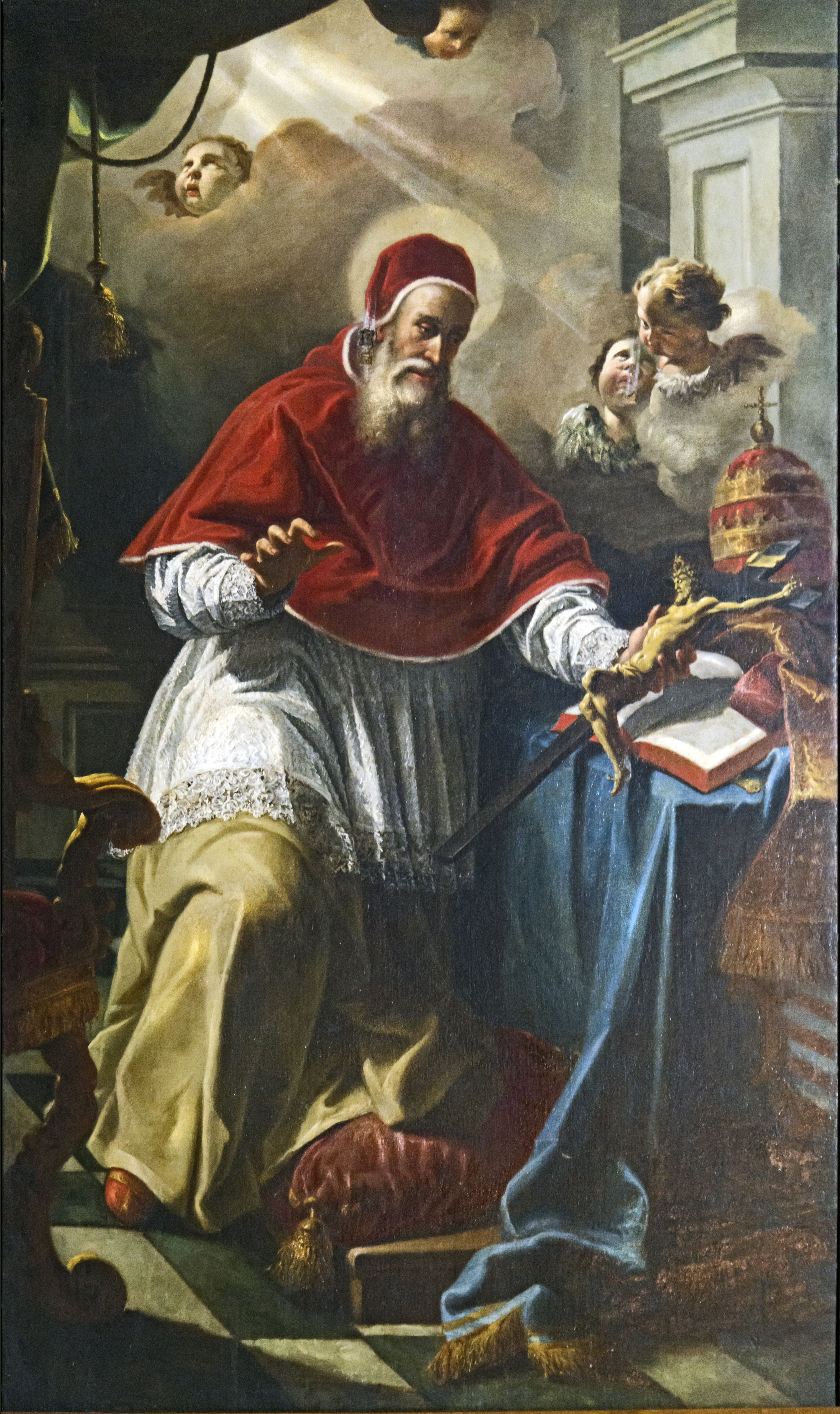
교황 피우스 5세

콘스탄티노플이 함락된 이후, 롬바르디아 전쟁이 종결되었으며 서로 맞서 싸우던 이탈리아의 도시 국가들, 즉 베네치아, 나폴리, 피렌체, 밀란, 교황령은 서로 모여 이탈리아 동맹을 결성하였다. 이 때 피렌체의 로렌조 데 메디치가 이탈리아 동맹의 가장 큰 권력가였으며, 또한 르네상스 시기 가장 열성적으로 예술가들을 지원하여 준 인물이기도 하였다. 그는 파치 음모 사건과 투르크의 침략을 견뎌 내고 이탈리아 동맹을 유지하며 능력을 발휘하였다. 그러나 프랑스의 샤를 8세가 이탈리아를 침공해오자 이 이탈리아 동맹은 무너지고 말았고, 결국 이탈리아에서는 발루아 가문과 합스부르크 가문 사이에서 이탈리아 전쟁이 발발하였다. 이 때문에 1500년대에 이탈리아는 유럽 각국들이 간섭하며 전쟁이 일어나고 매우 혼란스러운 상황이었으나, 한편으로는 르네상스의 열기가 최고조에 달하며 유럽의 문화와 경제의 중심지로 번영하기도 하였다. 로마의 교황들도 이 상황에 대처하는 방식이 다 달랐는데, 율리오 2세의 경우에는 최대한 외국 군주들의 간섭을 줄이려 한 반면 바오로 3세는 외국 군주들 사이를 중재하여 평화를 이끌어내고자 한 경우도 있었다. 이 때 메디치 가문에서 선출된 레오 5세나 클레멘스 7세 등의 교황들은 가문의 입맛에 맞추어 신교 세력들을 적대하였으며 가문과 개인의 부를 늘리는 데에 온 힘을 쏟았다. 전쟁이 끝났을 무렵, 이탈리아 북부는 오스트리아 합스부르크 가문에게, 남부는 스페인 합스부르크 가문의 영향력에 떨어져 있었다.
이때까지도 교황령은 독립을 유지하고 있었으며, 반종교개혁을 실시하여 신교 세력들의 비판을 무마하고 천주교회를 개혁해 보려 하였다. 이 때 발생한 주요 사건에는 트렌트 공의회, 엘리자베스 1세의 파문, 레판토 해전 등이 있었으며, 그 외에도 그레고리 천문대의 건설, 그레고리 달력 반포, 마테오 리치를 파견하여 중국에 예수회 선교사들을 보낸 사건, 프랑스 종교 전쟁, 투르크와의 장기전, 조르다노 브루노의 화형, 교황령의 린체이 아카데미(갈릴레오 갈릴레이가 속해있었다.)의 설립, 30년 전쟁, 대튀르크 전쟁 동안 교황 인노첸시오 6세의 주도 하의 마지막 신성 동맹의 결성과 같이 유럽사와 세계사적으로 굵직굵직한 사건들이 매우 많이 일어났다.
이탈리아는 1500년대의 영광을 뒤로 하고, 1600년대와 1700년대에는 대서양의 노예 무역에서 소외되며 점차 경제가 쇠퇴하였다. 18세기에 유럽에서 일어난 왕위 계승 전쟁 이후에 이탈리아 남부는 스페인 부르봉 가문에게, 북부는 오스트리아의 합스부르크-로렌 왕가에게 지배당했다. 프랑스에서 프랑스 혁명이 일어나고 나폴레옹이 유럽 전역과 전쟁을 치를 때에, 상대적으로 프랑스에 가까웠던 이탈리아 북부는 나폴레옹에게 점령 당하여 여러 자매 공화국들로 찢어졌고, 나중에는 프랑스 제1제국의 하위 국가인 이탈리아 왕국이 들어섰다. 이탈리아 반도의 남쪽 지방에서는 나폴레옹과 혈연 간이었던 조아킴 뮈라가 나폴리의 국왕으로 즉위하여 통치하였다. 그러나 나폴레옹이 쇠퇴하자 이 같은 권력 구도도 무너졌고, 빈 회의에서 이탈리아의 정치 지형을 다시 18세기 후반으로 되돌리기로 결정하였다. 허나 나폴레옹 통치기에 뿌려진 자유와 평등과 같은 혁명의 유산들은 뿌리뽑을 수 없었고, 이 때문에 19세기 초에 이탈리아는 다시 혼란기에 돌입하게 된다.

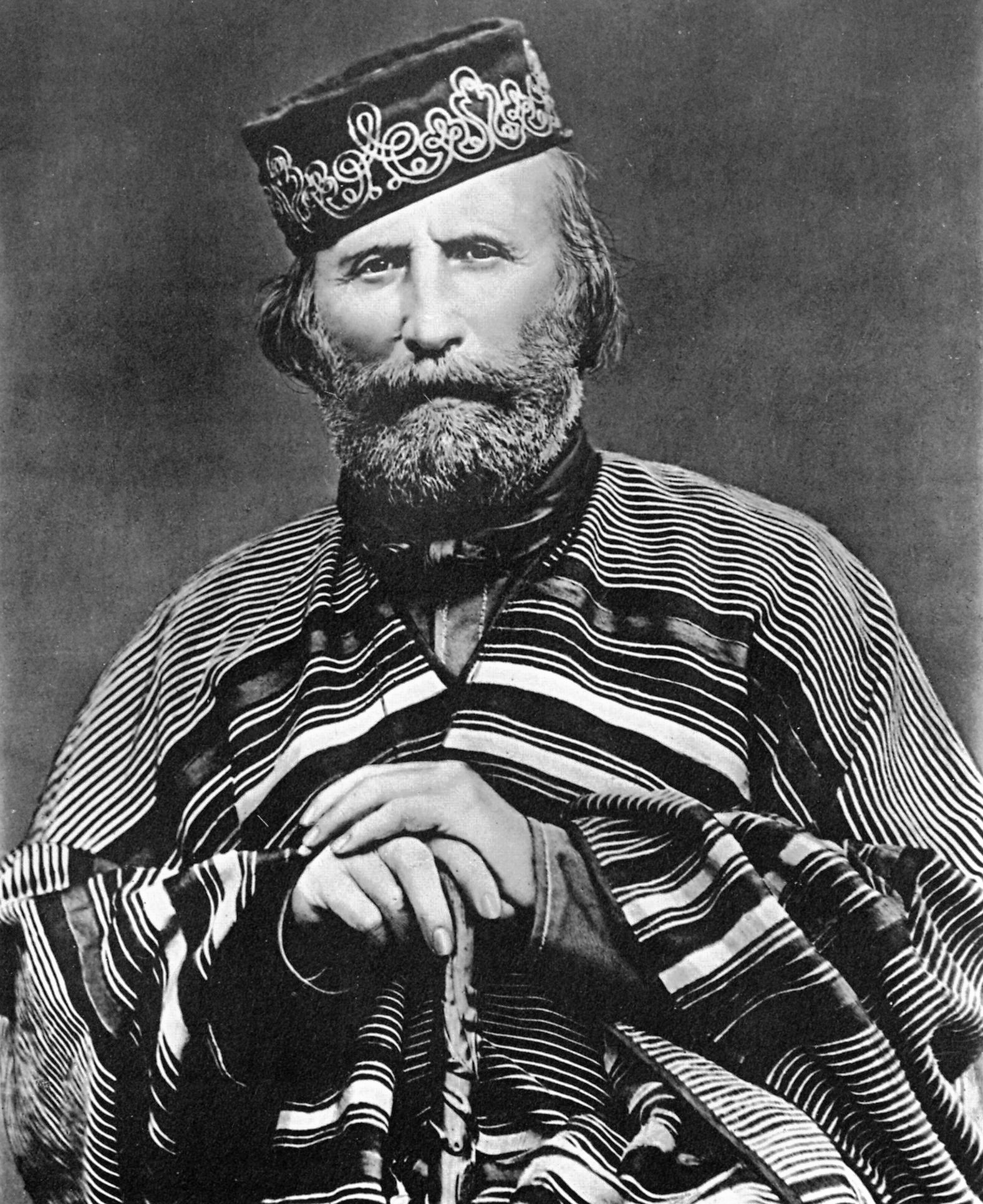
주세페 가리발디

### 통일
이탈리아는 로마 제국의 멸망 이후 몇 천년 동안 통일 국가를 이루지 못하고 쪼개져 있었는데, 결국 1800년대 들어서야 이탈리아 민족주의자들과 사보이아 왕가가 힘을 합쳐 이탈리아 반도 전체를 아우르는 이탈리아 왕국이 설립되었다. 1815년의 빈 회의 이후, 이탈리아에서는 통일의 움직임이 사회적으로 급부상하였고 외국의 통치를 받는 지역들을 모두 독립시켜, 하나의 국가 아래에 통일시키자는 의견이 떠올르기 시작하였다. 이 때의 가장 대표적인 급진주의자가 바로 주세페 가리발디였는데, 그는 비밀 결사조직 카르보나리 당의 일원이자 1830년대에 떠오른 청년 이탈리아당의 창립자였다. 가리발디는 이탈리아 반도 전체를 통일한 공화정을 만들고 싶어하였으며, 리소르지멘토를 주도하였다.
주세페 가리발디는 청년 이탈리아당에 열성적인 지지자들이 매우 많았고, 이들은 이탈리아 남부에서 통일 분위기를 조성하며 가리발디의 뜻을 충실히 따랐다. 이 때 이탈리아 북부를 통치하던 사르데냐 왕국의 사보이아 왕가와 사르네냐 왕국 정부를 이끌던 카밀로 벤소 디 카보우르 백작도 통일 이탈리아 국가를 만드는 것에 관심이 있었고, 1848년에 유럽을 휩쓸은 1848년 혁명의 열기를 이어 처음으로 이탈리아는 오스트리아에 1차 독립전쟁을 선포하였으나, 실패로 돌아갔다. 1855년, 사르데냐 왕국은 크림 전쟁에서 영국과 프랑스의 편을 들었고, 이 사건을 계기로 카보우르 백작의 통일 움직임이 본격적으로 강대국들의 주목을 받기 시작하였다. 사르데냐 왕국은 1859년에 프랑스의 도움을 받아 오스트리아를 상대로 2차 독립전쟁을 일으켰고, 결국 롬바르디아를 오스트리아에게서 해방시켰다.
1860년과 1861년 사이, 가리발디는 나폴리와 시칠리아 지방을 통일하였으며, 사보이아 왕가는 로마와 교황령 일부를 제외한 이탈리아 중부를 완전히 점령하여 통일하였다. 1860년 10월 26일, 테아노에서 사보이아 왕가의 비토리오 에마누엘레 2세와 가리발디가 역사적인 회담을 가졌고, 합의가 이루어져 마침내 에마누엘레 2세가 이탈리아 전체의 왕으로 등극하였다. 가리발디는 본디 공화정을 바랐던 자신의 꿈을 접고 사보이아 왕가를 지지하였으며, 이로 인하여 이탈리아 왕국이 성립될 수 있었다. 카보우르 백작도 가리발디가 통일한 이탈리아 남부를 1861년 3월 17일에 샤르데냐 왕국에 편입시키는 것에 동의하였으며, 이로 인하여 1861년 3월 17일에 공식적으로 이탈리아 왕국의 건국이 선포되었다. 비토리오 에마누엘레 2세는 왕국의 첫 국왕으로 즉위하였으며, 왕국의 수도를 피렌체로 옮겼다. 이 때 이탈리아 왕국의 수립에 기여한 4명의 인물들(비토리오 에마누엘레 2세, 가리발디, 카보우르 백작, 마치니)를 건국의 아버지라 부른다.

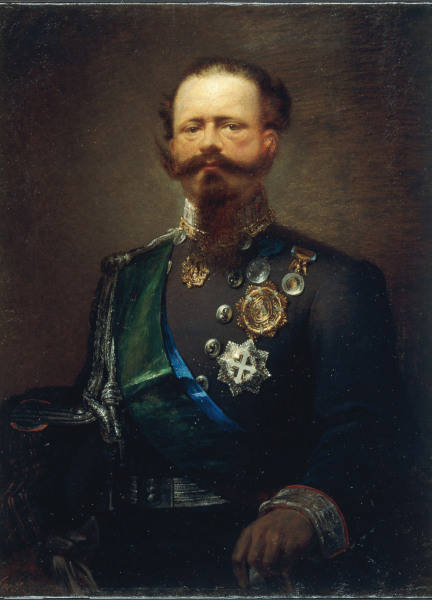
비토리오 에마누엘레 2세

### 왕정기
새롭게 수립된 이탈리아 왕국은 수립 직후 강대국의 지위를 획득했다. 샤르데냐 왕국의 헌법이 이탈리아 전역에 확대되어 적용되었으며, 시민들에게 자유와 평등에 대한 보장을 일부 하였으나, 선거권을 빈자들과 교육받지 못한 자들에게는 주지 않는 등 나름대로 문제도 있었다. 새로운 왕국은 입헌군주정이었으며, 진보적인 세력이 장악한 의회에서 국정을 맡아 처리하였다. 한편 이탈리아 북부 지역에서는 산업화가 일어나 급속도로 발전하였으나, 중부와 남부에서는 여전히 산업화가 일어나지 않았으며 농촌 지역으로 남아있었다. 이 때문에 수백만 명의 사람들이 일자리를 찾아 북부로 이주하였으며, 이러한 사회적 혼란을 틈타 이탈리아 사회당이 기존의 진보와 보수 정당들에 도전하며 점차 힘을 키워갔다.
19세기 초반, 이탈리아는 소말리아와 에리트레아를 식민지화하며 식민 열강의 대열에 합류하였다. 1899년 11월에서 1901년 9월까지는 중국에서 일어난 의화단의 난에 8개국 연합군의 일원으로 참가하기도 하였다. 1901년 9월 7일에는 청나라가 강제로 이탈리아에게 톈진의 조계를 할양하였으며, 1902년 6월에는 공식적인 이탈리아 영토로 포함되어 관리를 파견하여 통치하였다. 1913년에는 모든 성인 남성들에게 선거권이 주어졌고, 제1차 세계대전이 일어나기 전까지의 이탈리아에서는 지오반니 지올리티 총리가 1892년과 1921년 사이에 5번이나 연임하며 이탈리아의 경제적, 문화적, 사회적인 현대화를 본격적으로 이끌었다.
이탈리아는 제1차 세계대전 초기에는 독일 제국과 오스트리아-헝가리 제국과 함께 삼국 동맹을 맺었으나, 1915년에 영토를 확장시켜준다는 조건으로 변절하여 연합 세력에 동참하였다. 이후 이탈리아는 미국, 영국, 프랑스와 함께 연합국의 주요 4개국으로 떠올랐고, 전쟁 승리에 상당한 역할을 하였다. 세계 대전의 과정은 상당히 고난하였는데, 이탈리아 군대가 알프스 산맥에서 교착전에 빠져 막대한 인명, 물적 피해를 보며 더 이상 전진하지 못하는 상태가 지속된 것이다. 그러나 이탈리아는 이후 군대를 재조직하고 대대적인 모병을 거치며 전열을 가다듬었고, 그라파산이나 피아베강 전투에서 승리를 거두며 전세를 역전시키는 데에 성공하였다. 1918년 10월에는 대대적인 공격을 감행하였으며 결국 이탈리아 전선에서 승리하며 전쟁을 일단락지었다. 이로 인하여 오스트리아-헝가리 제국이 치명타를 입고 몰락하였으며, 2주 후에는 세계 대전도 종결되었다.
이탈리아는 세계 대전 동안 65만 명에 달하는 군인과 민간인들이 목숨을 잃었으며, 왕국은 재정적으로 파산 위기에 이르렀다. 이탈리아는 세계 대전의 승전국으로서 국제 연맹의 상임이사국 자리를 영구적으로 얻어내고 국제적인 위상도 어느 정도 올랐으며 전쟁 이전 요구했던 영토들도 상당수 얻어내었으나, 달마티아 지방을 얻어내는 데에는 실패하였다. 과격한 민족주의자들은 이를 두고 전쟁이 '실패했다'라고 목소리를 높였으며 사회는 불신에 휩싸였다. 다만 이탈리아는 전쟁 막바지에 헝가리의 영토였던 리예카를 원래 자신들에게 약속된 영토가 아님에도 불구하고 공격하여 자국 영토로 편입하기도 하였다.

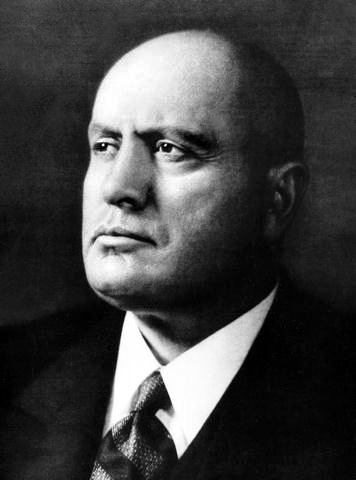
베니토 무솔리니

### 파시즘 독재
제1차 세계대전이 끝난 직후, 사회는 갈수록 혼란스러워졌고 사회주의자와 민족주의자, 급진주의자들이 자신들의 의견들을 내세우며 군중들을 부추겼다. 실례로 1919년 3월에 북이탈리아 공업지대에서 러시아 혁명을 본받아 노동자의 공장 운영, 거리투쟁, 공장 생산 거부 등의 강력한 행동이 개시되었는데, 이는 남부 농업지역에도 파급되어 노동자층의 계급투쟁이 활발히 진행되었다. 이러한 민중들의 단결을 두려워한 지주, 군벌과 전통적인 자유주의 세력들은 로마제국의 영광을 되찾자고 주장하며 국가주의를 내세운 무솔리니의 파시스트당을 지지하기 시작하였다. 1922년 10월, 파시스트당의 검은셔츠단이 로마 진군을 실시하였고, 쿠데타를 일으켜 정권을 잡으려 하였다. 이 쿠데타 시도는 무위로 돌아갈 뻔 하였으나, 비토리오 에마누엘레 3세가 무솔리니를 결국 수상으로 임명하면서 성공하였다. 이후 권력을 잡은 무솔리니는 자신들을 제외한 모든 정치적 단체들을 불법으로 규정하였으며 개인의 자유도 심각하게 제한하고 독재 체제를 구축하였다. 이러한 무솔리니의 행보는 국제적인 관심을 끌었고, 결국 후에 히틀러의 나치당과 스페인의 프랑코 정권에 영감을 주는 참사를 낳았다.
1935년, 무솔리니 주도 하의 이탈리아는 에티오피아를 침입하였고, 이탈리아령 동아프리카를 설립하였다. 이 행동은 국제사회의 반발을 불러일으켰고, 결국 이탈리아는 국제연맹에서 탈퇴하고 말았다. 이후 이탈리아는 나치 독일과 일본 제국과 동맹을 맺었으며, 스페인 내전에서 프랑시스코 프랑코를 지지하며 국제적인 행보를 넓혀갔다. 1939년에는 알바니아를 합병하였으며, 이후 약 몇십여년 동안 사실상 보호령으로 두었다. 이탈리아는 1940년 6월 10일에 제 2차 세계 대전에 참전하였고, 얼마 지나지 않아 영국령 소말릴란드, 이집트, 발칸 반도, 동부 국경으로 군대를 투입하였다. 허나 이탈리아 군대는 동아프리카, 북아프리카, 소련 국내에서 패배하며 고전을 면치 못했다.
제1차 세계대전의 막바지에 체결된 빌라 주스티 정전 협약으로 이탈리아는 유고슬라비아 지방을 합병할 수 있었다. 파시즘 기간 동안, 무솔리니는 이 유고슬라비아 지방을 '이탈리아화'시키려 하였으며 슬라브어, 학교, 정당, 문화를 철저하게 억압하였다. 이탈리아는 전쟁 기간 동안 초법적인 살인 만행을 저질렀으며, 유대인과 슬로베니아인 등의 민족들을 대상으로 하여 이들을 이탈리아 강제수용소로 보내어 인종 청소를 실시하기도 하였다. 다만 독일과는 다르게 이탈리아의 전쟁 범죄는 전후 상대적으로 적게 기소되었고, 처벌도 훨씬 적었다. 연합국 군대는 1943년 7월부터 시칠리아를 공격하기 시작하였다. 이로 인하여 본격적인 이탈리아 본토 침공이 시작되자, 무솔리니는 얼마 가지 못하고 실각하였으며 국왕 비토리오 에마누엘레 3세와 파시즘 대평의회 의원들 대다수의 동의를 얻어 권좌에서 쫓겨났다. 9월 8일에는 카시빌레에서 연합국과의 휴전 협정을 조인하였는데, 이 직후 이탈리아 파시스트 당의 도움을 받은 나치 독일 군대가 빠르게 국경 내부로 들어와 이탈리아 북부와 중부를 장악하였다. 이때문에 이탈리아에서는 세계 대전이 완전히 끝날 때까지 북중부를 장악한 나치 독일과 남부에서부터 서서히 밀고 올라가는 연합국 군대 사이에서 전쟁이 계속되었다.
이탈리아 북부에서는 독일이 이탈리아 사회공화국을 세웠고, 무솔리니를 구출해내어 이 공화국의 대표로 세움으로써 나치 독일의 괴뢰국으로 변질시켜버렸다. 남부 지방에 있던 몇몇 이탈리아 군대들은 이탈리아 공동교전군을 조직하여 연합국의 편에서 싸웠다. 다만 상당수의 이탈리아 군대는 여전히 무솔리니와 독일에게 충성을 바쳤고, 이탈리아 사회공화국의 편에서 연합국에 대항하여 전투를 계속하였다. 결국 이탈리아는 내전 상태에 돌입하였는데, 이때 이탈리아에서는 휴전 협정 이후부터 이미 만들어지기 시작했던 사회 전반적인 반파시즘 분위기가 점차 강해지고 있었기에, 수많은 시민들이 거리로 나와 게릴라전을 펼치며 이탈리아 사회공화국 군대와 나치 독일에 맞서 싸우기도 하였다. 1945년 4월, 독일과 히틀러의 패색이 만연해지자 무솔리니는 북쪽으로 도주하여 목숨을 건지려 하였으나, 결국 잡혔고 코모 호수 인근에서 처형되었다. 그의 시신은 이후 밀라노로 옮겨졌고, 공공장소에서 거꾸로 매달린 채로 대중들에게 전시되며 자신의 죄악에 대한 대가를 일부나마 치르었다. 1945년 4월 29일에는 이탈리아에 주둔하던 독일 군대가 마침내 항복하며 공식적인 교전은 모두 끝났다. 이 전쟁에서 50만 명에 달하는 이탈리아 국민들이 사망하였으며, 이탈리아 경제는 파탄 수준에 이르러 1944년의 1인당 GDP는 20세기 이래 가장 낮은 수준이었다.

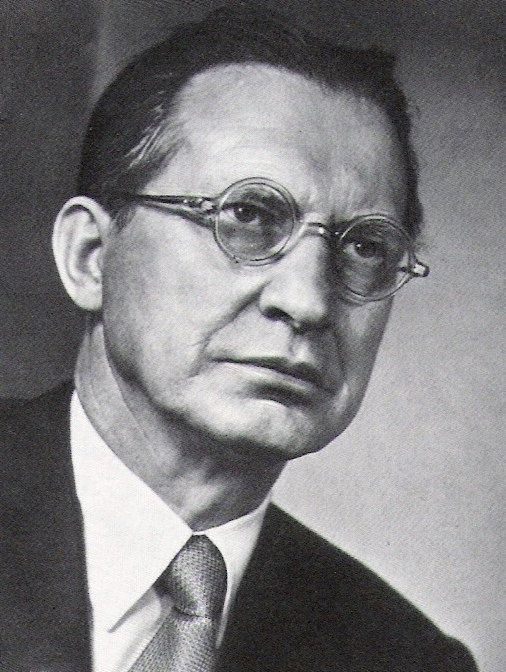
알치데 데 가스페리 총리

### 공화정
이탈리아는 1946년 6월 2일 국민 투표를 통해 군주제가 폐지되고 공화국이 되었으며, 1948년 1월 1일 새 헌법이 제정되었다. 이후 이 날을 공화국의 날로 제정하고 기념하고 있다. 비토리오 에마누엘레 3세의 아들인 움베르토 2세는 왕위에서 퇴위하도록 강요당했고, 사보이아 왕가는 이탈리아에서 쫓겨났다. 1947년에 이탈리아 평화 협정이 맺어졌으며, 이로 인하여 베네치아줄리아가 다시 유고슬라비아에게 돌아갔으며 이탈리아가 해외에 가지고 있던 식민지들도 모두 빼앗기면서 이탈리아 식민 제국이 종말을 맞았다. 1950년에는 이탈리아령 소말릴란드가 1960년 7월 1일까지 이탈리아의 행정력 아래에 국제 연합의 신탁통치를 받기도 하였다.
이후 돌입한 냉전 시기에서, 특히 미국을 포함한 서방 국가들은 이탈리아가 선거를 통하여 다시 극단적인 파시스트나 공산주의자들이 권력을 잡는 것이 아닌가에 대하여 두려움을 가지고 있었는데, 이 두려움은 중도적인 성향의 기독교민주당의 알치데 데 가스페리 총리가 선거에서 압승을 거두며 소멸되었다. 1949년에 이탈리아는 NATO에 가입하였으며, 이후 미국의 마셜 플랜의 도움을 지대하게 받아 1960년대 후반까지 안정적인 경제 성장을 보이며 '경제 기적'을 일구어냈다. 1957년에 이탈리아는 유럽 경제 공동체의 창립 회원국으로 참여하였으며, 이 것이 나중에 발전하여 1993년에 유럽 연합으로 성립되었다.
1960년대 후반부터 1980년대 초반까지, 이탈리아는 납의 시대를 겪었다. 이 시기에는 특히 1973년의 석유 파동 이후의 경제적인 위기와 광범위한 사회적 갈등, 극단주의자들에 의한 테러, 냉전의 격화에 따른 미국과 소련 사이의 갈등으로 이탈리아 전체가 뒤숭숭한 분위기였다. 납의 시기는 기독교민주당의 정치인이자 총리였던 알도 모로가 테러리스트들에게 납치되었다가 암살당하며 그 정점을 찍었고, 또한 네오 파시스트들이 볼로냐 대학살을 일으키며 85명이 사망하는 대참사가 일어나기도 하였다.
1980년대에는 1945년 이래 처음으로 기독교민주당이 여당의 지위를 빼앗기며 타 정당들에게 주도권을 내주었다. 하나는 공화당의 조반니 스파돌리니 총리였고, 나머지 하나는 이탈리아 사회당 출신의 베티노 크락시 총리였다. 다만 기독교민주당은 여전히 의회 다수당의 지위를 유지하였고, 정국의 최대 주도 세력이기도 하였다. 크락시 총리의 재임기에 이탈리아는 다시 경제가 회복세를 띠기 시작하였고, 세계에서 5번째가는 산업 국가로 발돋움하였으며 1970년대에는 G7에 가입하기도 하였다. 허나 크락시 총리는 지나친 정부 확장 재정 정책을 운용하였고, 이로 인하여 얼마 지나지 않아 이탈리아의 빛은 GDP의 100%를 넘기고 말았다.
1992년과 1993년 사이, 이탈리아 정부는 이전에 시칠리아의 마피아들을 집단으로 처벌한 막시 재판의 후폭풍을 호되게 겪었다. 마피아들은 이에 앙심을 품고 여러 테러 공격을 일으켰으며, 이때문에 정부는 반테러 정책을 펼치기 시작하였다. 1992년에는 2번의 주요 폭탄 공격으로 판사들이 목숨을 잃었으며 1993년에는 로마, 밀라노, 피렌체 등 이탈리아의 주요 대도시의 관광지들에 일부러 폭탄 테러를 시행하기도 하며 막대한 인명 피해를 입혔다. 이로 인하여 10명이 사망하였으며, 93명이 중경상을 입었으며 역사적인 문화재들도 다수 피해를 입었다. 이 때 천주교회는 공개적으로 마피아를 책망하였는데, 직후 교회 2곳이 테러를 당했고 반마피아 성향의 성직자들이 로마에서 죽은채로 발견되기도 하였다. 1990년대초, 이탈리아는 정치적 극단화, 막대한 공공부채, 엄청난 부정부패 등에 실망한 국민들이 대대적인 개혁을 요구하였다. 이 때 부정부패 스캔들에 휘말리지 않은 정당들이 없었으나, 그 와중에도 특히 50년 동안 이탈리아의 주요 정치세력이었던 기독교민주당이 특히 부정부패가 심했다. 결국 기독교민주당은 여러 분파들로 쪼개졌고 역사 속으로 사라졌다. 이후 사회주의자들은 사회민주주의 정당들을 결성하였으며 1990년대와 2000년대에는 실비오 베를루스코니 중심의 중도 우파 세력과 로마노 프로디 중심의 중도 좌파 세력이 연정을 만들어 정부를 운영하였다.

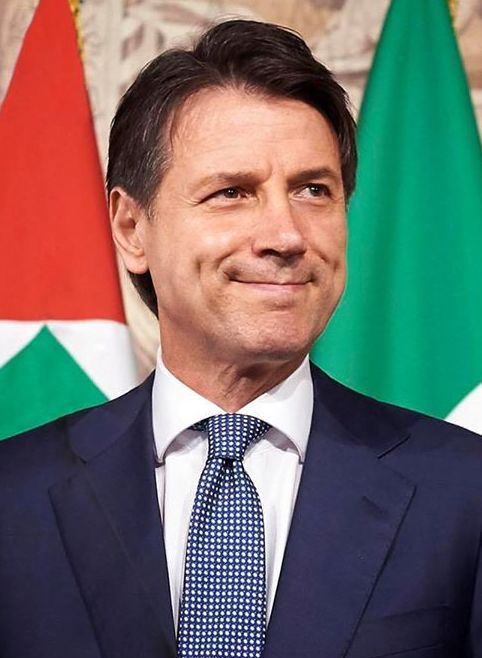
주세페 콘테 총리

한편 베를루스코니 총리는 2008년부터 시작된 경제 침체기의 여파로 인하여 결국 2011년에 사임하였고, 그가 이끌던 보수 정부는 마리오 폰티 중심의 진보 정부로 대체되었다. 2013년 총선 이후, 이탈리아 민주당 부대표였던 엔리코 레타가 조르조 나폴리타노 대통령의 지명을 받아 우파, 좌파를 모두 참여시킨 대연정 정부를 구성하였다. 다만 2014년에 새로운 민주당 당대표 마테오 렌치의 도전을 받고 결국 사임하였다. 그의 뒤를 이어 마테오 렌치가 총리직으로 올랐고, 이탈리아 상원을 폐지하거나 선거법을 개정하는 등 개헌과 같은 개혁적인 조치들을 추진하였다. 다만 이 개혁 조치는 12월 4일에 국민투표에서 부결되고 말았고 마테오 렌치 총리는 책임을 지고 사퇴하였다. 이후 파올로 젠틸로니 외무장관이 대신 새로운 총리에 올랐다.
2010년대 유럽은 점차 난민들의 유입으로 골머리를 썩기 시작하였는데, 이 난민들 상당수의 최종 목적지가 바로 이탈리아였다. 2013년부터 2018년까지 이탈리아는 70만 명이 넘는 난민들을 수용하였으며 이들중 대부분이 아프리카 사하라 지방에서 온 자들이었다. 이는 이탈리아 대중들의 크나큰 반감을 불러일으켰고, 정계에서 극우 세력들이 득세하고 유럽 연합 탈퇴를 주장하는 세력들이 힘을 얻기 시작하였다. 2018년 총선에서는 포퓰리스트 정당인 오성운동과 극우 계열의 북부동맹이 크게 약진하였고, 이로 인하여 대학 교수였던 주세페 콘테가 새로운 총리에 당선되었다. 주세페 콘테 총리는 이 두 정당을 모아 포퓰리스트 연정을 구성하여 내각을 이끌어나갔다. 허나 14개월 이후 북부동맹은 주세페 콘테 총리에 대한 지지를 철회하였고, 이로 인하여 오성운동은 어쩔 수 없이 중도 좌파 세력들과 연정을 이루어 국정을 계속 담당하였다.
2020년, 이탈리아는 코로나 바이러스 사태에 직격탄을 맞았고, 주세페 콘테 총리는 3월부터 5월까지 국가 격리 정책을 내려 전염병의 전파 속도를 늦추려 하였다. 이 정책은 대중적으로 폭넓은 지지를 받았으나, 한편 이탈리아 건국 이후 최대의 인권 제한 조치라는 비판을 받기도 하였다. 이탈리아는 35,000여 명의 사망자를 내며 세계에서 가장 코로나 19로 사망자를 많이 낸 국가라는 불명예를 안았으며, 경제에도 심각한 타격을 입히며 이탈리아 경제를 침체의 늪에 빠뜨렸다.

## 정치
이탈리아는 왕정이 국민투표로 인하여 폐지된 1946년 6월 2일 이래로 단일 의회 공화국이었다. 현재의 이탈리아의 최고 수반은 2015년부터 이탈리아의 대통령직(Presidente della Repubblica)을 맡고 있는 세르조 마타렐라 대통령이다. 대통령은 7년마다 한 번씩 의회에서 선출한다. 이탈리아는 성문헌법을 가지고 있는데, 이 헌법은 나치와 파시스트 세력이 세계대전 이후 몰락하고 반파시즘 세력의 대표들이 모여 작성한 것이다.

### 정부
이탈리아의 선거제도는 비율제와 다수제를 섞어 운용하고 있다. 의회는 상원과 하원으로 나뉘어 있는데, 이들중 하원격에 속하는 이탈리아 하원은 몬테치토리오 궁전에서 회의를 열며, 상원격에 속하는 이탈리아 상원은 마다마 궁전에서 모인다. 이들은 거의 법률 상으로 동일한 권한을 같고 있다. 이탈리아의 총리(Presidente del Consiglio dei Ministri)는 이탈리아의 정부 수반이며, 총리와 내각 요인들은 대통령에 의하여 임명되며 그 전에 무조건 의회의 재가를 받아야만 한다. 총리직을 유지하기 위해서는 추가적으로 선거를 통하여 과반수를 획득해야 하며, 그렇지 못할 경우에는 총리직을 잃을 수도 있다. 총리는 장관회의를 주재하는데, 이 장관회의는 최고 의사결정기구이다. 다만 이 장관회의에서 결정된 정책들을 집행하기 위해서는 다른 기구들의 허가를 받아야만 한다. 이탈리아의 총리는 대다수의 다른 의회내각제 국가들의 총리들과 비슷한 권한을 가지고 있으나, 다만 의회를 해산시킬 권한만큼은 없다.

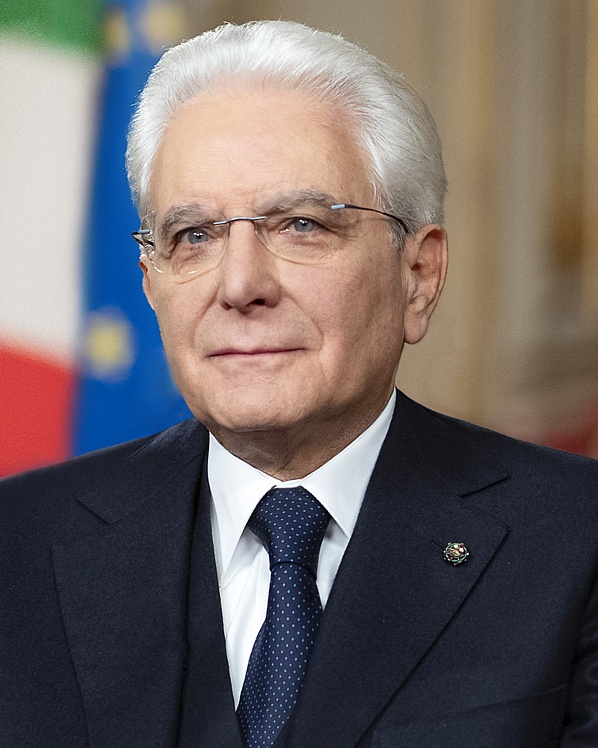
세르조 마타렐라 대통령

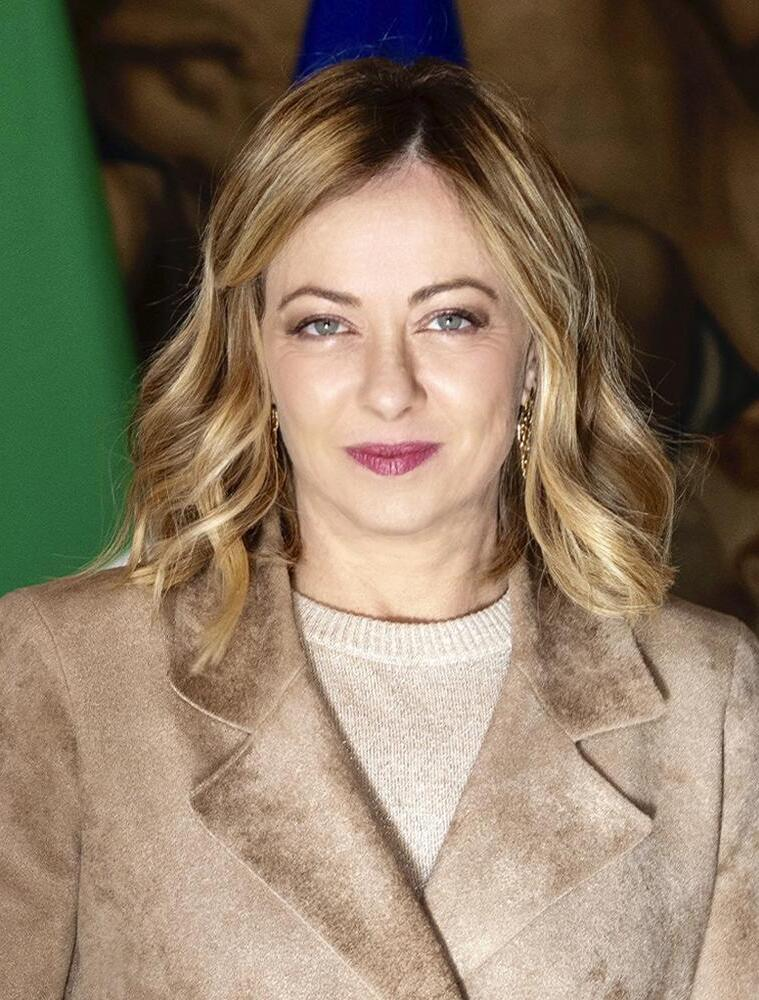
조르자 멜로니 총리

대통령은 상원과 하원, 지역 대표가 합동으로 선출한다. 이탈리아의 20개 주(region)에서 선출된 58명과 320명의 상원의원, 630명의 하원의원이 선거인단이 되어 이들의 투표로 대통령을 선출한다. 이들은 비밀투표를 통해 대통령 후보 중에서 대통령을 선출하며, 여기서 2/3 이상의 지지를 받는 후보가 있으면 그가 대통령으로 선출되고 그렇지 않으면 투표를 다시 치른다. 이렇게 3번 치러도 뽑히지 않으면 그 때부터는 과반의 득표를 얻은 후보가 대통령으로 선출된다.
이탈리아 장관회의가 다른 국가와 다른 점은 이탈리아 장관회의는 정보와 기밀들을 모두 전적으로 취급할 수 있는 권한이 있다는 것이다. 이 때문에 총리는 첩보 작전과 국가 사이버 보안을 강화할 책임이 있으며, 기밀들이 유출되지 못하게 하고 국가 요원들을 비밀리에 배치하거나 국내외 법을 어기는 내용의 비밀 작전들을 승인하기도 한다.
이탈리아 의회가 타 국가들과 다른 점들 중 하나는 해외에 거주하는 국민들을 위한 대표들을 따로 마련해놓는다는 것이다. 총 4개의 해외 선거구에서 12명의 하원들과 6명의 상원의원들을 선출할 수 있다. 추가적으로 이탈리아 상원에는 소수의 '종신 상원의원'들이 있는데, 이들은 대통령에 의하여 임명되며 '사회적, 과학적, 예술적, 문학적 분야에서 뛰어난 애국적 기여를 한 자'들이 주로 임명된다. 특히 이탈리아의 전 대통령들도 같은 예우를 받아 종신 상원의원직을 자연적으로 받는다.
이탈리아의 상원은 1인 2표제로, 116석은 소선거구제를 통해, 193석은 정당명부 비례대표제를 통해 선출되는데 20개 주(region)마다 선거구가 나뉜 권역별 비례대표제이다. 나머지 6석은 해외 거주 이탈리아인들을 위한 의석으로 거주지별로 선거구를 나눠 불구속명부식 비례대표제로 선출된다. 봉쇄조항은 일반적인 정당의 경우 전국 단위에서 3%, 정당연합의 경우 전국 단위에서 10%, 특정 언어권 지역(쥐트티롤 독일어권 지역 등)을 대변하는 정당의 경우 해당 지역에서 20%이다. 하원의 경우에는 상원처럼 1인 2표제로, 232석은 소선거구제를 통해, 386석은 정당명부 비례대표제를 통해 선출되는데 상원과 달리 전국구 비례대표제이며 봉쇄조항은 전국 단위에서 3%. 나머지 12석은 해외 거주 이탈리아인들을 위한 의석으로 거주지별로 선거구를 나눠 불구속명부식 비례대표제로 선출된다.
현재 이탈리아에는 3개의 주요 정당들이 있는데, 크게 오성운동, 이탈리아 민주당, 북부동맹이 있다. 2018년 총선동안 이 3개의 정당들은 이탈리아 하원에서 630석 가운데 614석을 쓸어갔으며, 상원에서는 315석 가운데 309석을 가져갔다. 베를루스코니 전 총리 주도의 포르자 이탈리아가 극우 계열인 마테오 살비니의 북부동맹과 연합하여 동맹을 결성하였는데, 현재 이 정당이 2018년 총선에서 가장 많은 수의 의석을 얻었으나, 의회 과반수를 점하는 데에는 실패하였다. 나머지 의석들은 대부분 오성운동, 마테오 렌치 전 총리가 이끄는 민주당 등이 나누어 가져갔다. 현재 총리인 주세페 콘테 총리의 소속 정당은 반난민, 반이민, 반EU 정책을 주장하는 포퓰리즘 정당 오성운동이다.

## 국방
이탈리아의 군대는 크게 이탈리아 육군, 이탈리아 공군, 이탈리아 해군, 그리고 카라비니에리로 이루어진다. 군대의 최고 통수권자는 총리가 아닌 대통령이며, 2005년 이래로 모병제로 전환하였다. 2010년 집계 조사 결과에 의하면 이탈리아에는 현재 총 293,202명의 군인들이 현역으로 활동하고 있으며 이들 중 114,778명이 헌병인 카라비니에리이다. 2010년 이탈리아가 국방비에 지출한 예산은 세계에서 10번째로 많았으며, 국가 전체 GDP의 1.7%에 이른다. 이탈리아는 나토의 핵무기 공유 프로그램의 일환으로 미국에서 B61 핵폭탄 90기를 국내로 들여와 설치하고 있으며 게디 공군 기지, 아비아노 공군 기지에 나누어 배치하였다.
이탈리아 육군(Esercito Italiano)은 국가적인 육군 조직이며, 2008년에 총 109,703명이 소속되어 있었다. 가장 잘 알려진 전투 차량은 Dardo 보병전투차와 아리에테 탱크, 켄타우로 차륜형 대전차장갑차 등이 있다. 또한 비행기들 가운데에서는 A129 망구스타가 가장 잘 알려져 있으며 EU, NATO, UN 업무 등에 자주 파견된다. 그 외에도 레오파드 탱크, M113 장갑차 등을 소유하고 있다. 이탈리아 해군은 2008년에 총 35,200명의 병사들을 데리고 있었으며 85척의 해군선과 123기의 전투기들을 보유하고 있다. 이탈리아의 해군은 대양 해군으로 막강한 힘을 보유하고 있으며, EU와 NATO의 평화 유지군으로 차출되어 세계의 평화에 기여하고 있다.
이탈리아 공군은 2008년 기준으로 43,882명의 병사가 소속되어 있었으며 585기의 전투기가 있다. 이들 중 전투기가 219기이고, 헬리콥터가 114기이다. C-130J 슈퍼 허큘리스, C-27J 스파르탄을 27기나 보유하고 있어 탁월한 기동력을 가지고 있기도 하다. 카라비니에리는 국가 헌병 조직으로, 군사 경찰 역할도 동시에 맡고 있다. 이탈리아의 경찰들과 함께 군사와 민간 부문 전체를 총괄하여 관여하는데, 경찰과 다른 점이라면 경찰들은 이탈리아 내무부에 보고하는 반면, 카라비니에리는 각각의 사안마다 그 사안에 맞는 부서들에 따로 보고서를 올리고 활동할 수 있다는 것이다.

## 행정 구역

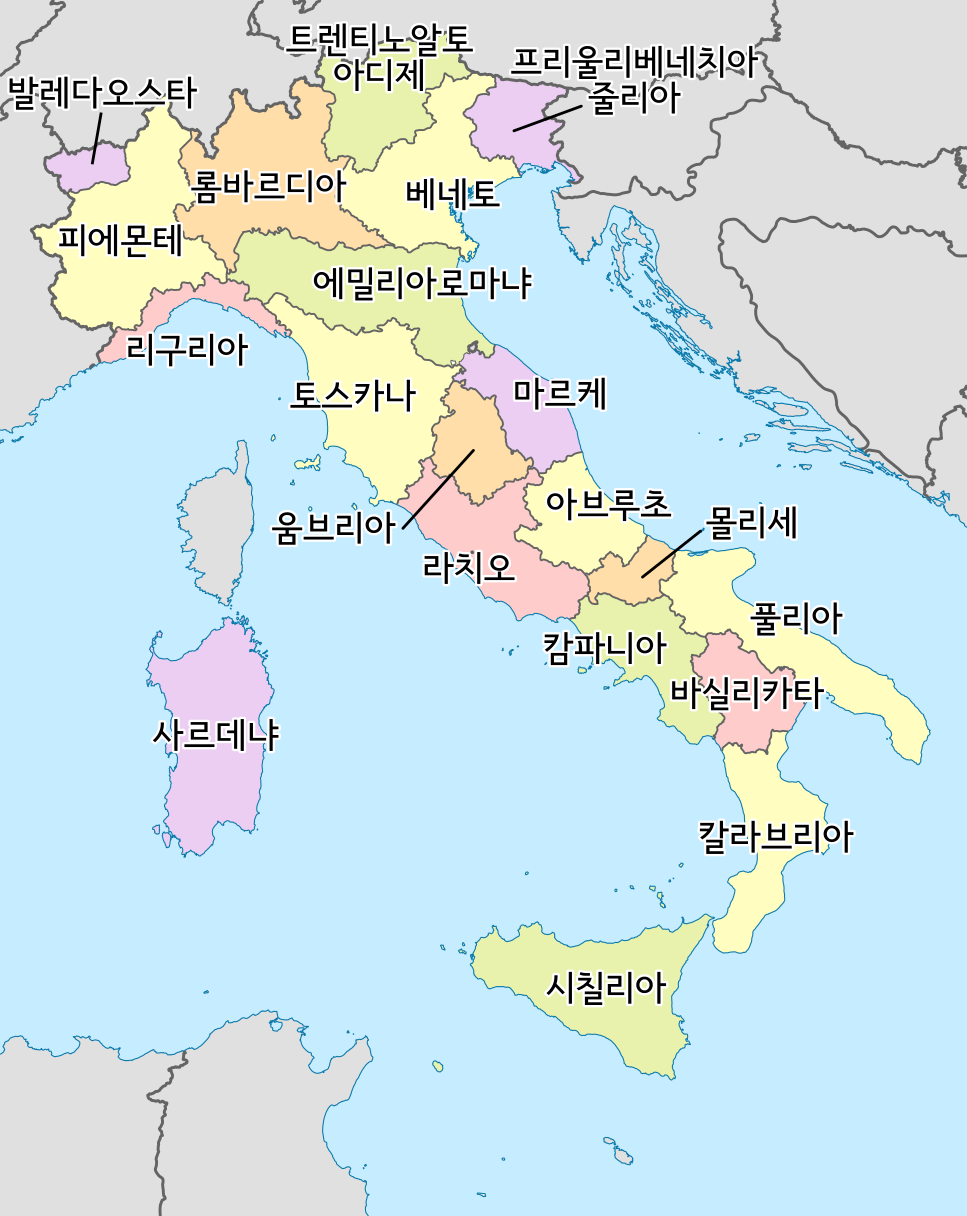
이탈리아의 행정 구역.

이탈리아는 20개의 레조네(regione)로 구성되어 있다. 이들 중 5개는 특별자치주이며, 20개의 레조네들은 총 107개의 프로빈차(provincia), 7,960개의 코무네(commune)로 나뉜다.
| - 라치오주 - 롬바르디아주 - 리구리아주 - 마르케주 - 몰리세주 - 바실리카타주 - 발레다오스타주 | - 베네토주 - 사르데냐주 - 시칠리아주 - 아브루초주 - 에밀리아로마냐주 - 움브리아주 - 칼라브리아주 | - 캄파니아주 - 토스카나주 - 트렌티노알토아디제주 - 풀리아주 - 프리울리베네치아줄리아주 - 피에몬테주 |

| 주                     | 주도       | 면적 (km2) | 면적 (sq mi) | 인구(2019년 1월) | 2016년 유로화 GDP(10억단위) | 2016년 유로화 1인당 GDP |
| ---------------------- | ---------- | ---------- | ------------ | ---------------- | --------------------------- | ----------------------- |
| 아브루초               | 라퀼라     | 10,763     | 4,156        | 1,311,580        | 32                          | 24,100                  |
| 발레다오스타           | 아오스타   | 3,263      | 1,260        | 125,666          | 4                           | 34,900                  |
| 풀리아                 | 바리       | 19,358     | 7,474        | 4,029,053        | 72                          | 17,800                  |
| 바실리카타             | 포텐차     | 9,995      | 3,859        | 562,869          | 12                          | 20,600                  |
| 칼라브리아             | 카탄자로   | 15,080     | 5,822        | 1,947,131        | 33                          | 16,800                  |
| 캄파니아               | 나폴리     | 13,590     | 5,247        | 5,801,692        | 107                         | 18,300                  |
| 에밀리아로마냐         | 볼로냐     | 22,446     | 8,666        | 4,459,477        | 154                         | 34,600                  |
| 프리울리베네치아줄리아 | 트리에스테 | 7,858      | 3,034        | 1,215,220        | 37                          | 30,300                  |
| 라치오                 | 로마       | 17,236     | 6,655        | 5,879,082        | 186                         | 31,600                  |
| 리구리아               | 제노바     | 5,422      | 2,093        | 1,550,640        | 48                          | 30,800                  |
| 롬바르디아             | 밀라노     | 23,844     | 9,206        | 10,060,574       | 367                         | 36,600                  |
| 마르케                 | 안코나     | 9,366      | 3,616        | 1,525,271        | 41                          | 26,600                  |
| 몰리세                 | 캄포바소   | 4,438      | 1,713        | 305,617          | 6                           | 20,000                  |
| 피에몬테               | 토리노     | 25,402     | 9,808        | 4,356,406        | 129                         | 29,400                  |
| 사르데냐               | 카글리아리 | 24,090     | 9,301        | 1,639,591        | 34                          | 20,300                  |
| 시칠리아               | 팔레르모   | 25,711     | 9,927        | 4,999,891        | 87                          | 17,200                  |
| 토스카나               | 피렌체     | 22,993     | 8,878        | 3,729,641        | 112                         | 30,000                  |
| 트렌티노알토아디지     | 트렌토     | 13,607     | 5,254        | 1,072,276        | 42                          | 39,755                  |
| 움브리아               | 페루자     | 8,456      | 3,265        | 882,015          | 21                          | 24,000                  |
| 베네토                 | 베네치아   | 18,399     | 7,104        | 4,905,854        | 156                         | 31,700                  |

## 지리

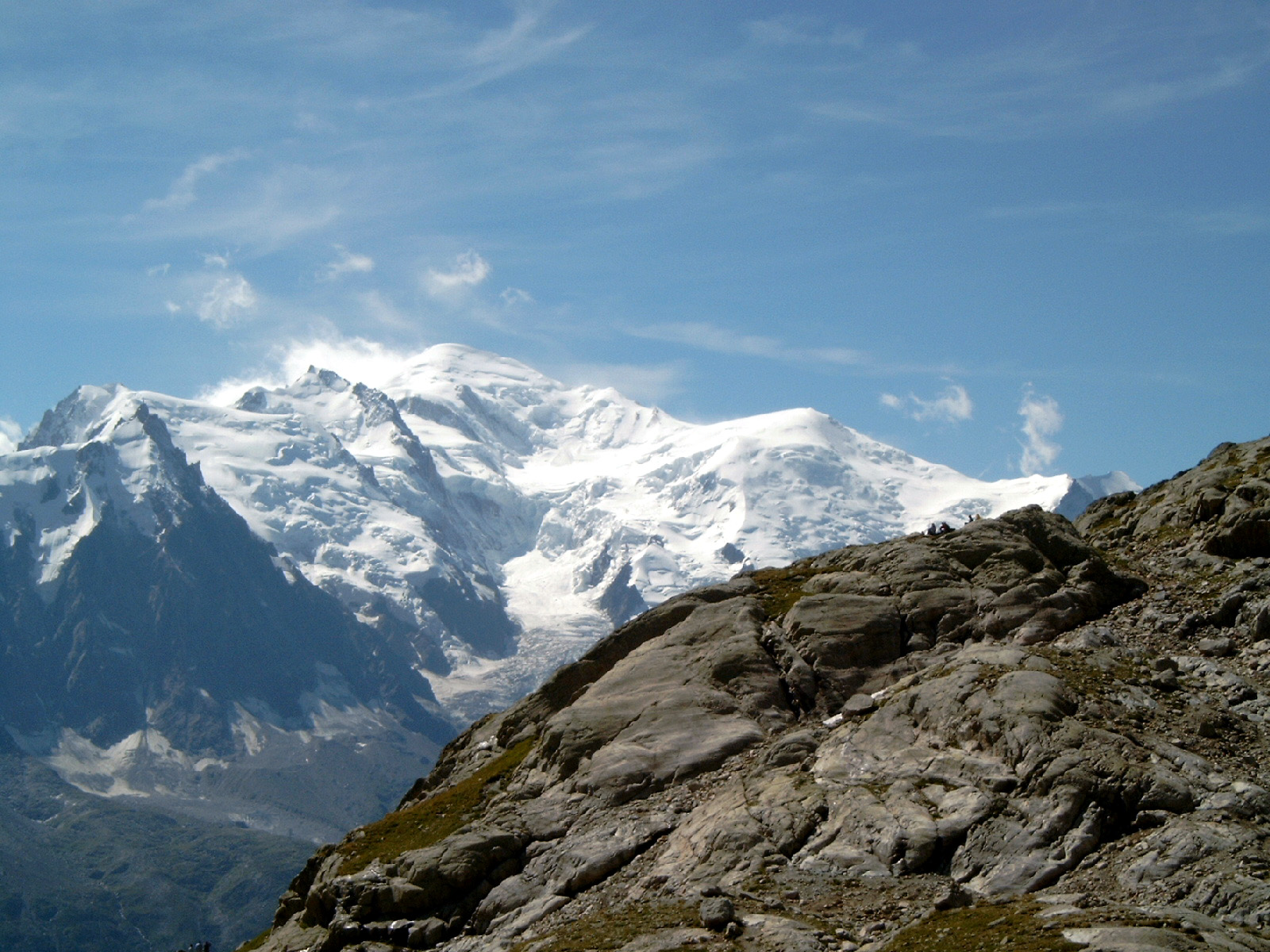
이탈리아 최고봉인 몬테비안코 산

이탈리아 영토의 대부분은 지중해에 뻗은 커다란 반도와 시칠리아, 사르데냐 이 두 섬으로 이루어져 있는데 이들은 주변 바다를 몇 구역으로 나눈다. 북동쪽으로는 아드리아해, 남동쪽으로는 이오니아해, 남서쪽으로는 티레니아해, 북서쪽으로는 리구리아해를 형성한다.
이탈리아 반도의 등뼈에 해당하는 아펜니노산맥은 북서쪽에서 알프스산맥과 맞닿는다. 알프스 산맥은 곡선을 그리며 이탈리아의 북쪽 경계를 형성한다. 이 지역에는 충적으로 형성된 거대한 포-베네치아 평원이 있어 물은 포강과 알프스산맥, 아펜니노산맥, 돌로미티산맥 등에서 흘러내리는 수많은 지류로 흘러든다. 포 강 외에 잘 알려진 강에는 테베레강, 아디제강, 아르노강 등이 있다.
해발 4,810m의 몬테비안코산(프랑스어로 몽블랑)이 가장 높은 지점이지만 이탈리아 하면 떠오르는 산은 나폴리 근처의 휴화산 베수비오산과 시칠리아의 활화산 에트나산 이 두 화산이다.

## 경제
이탈리아는 자본주의 혼합 경제 체제로, 유로존에서 3번째로 거대하며 세계에서는 8번째로 거대한 경제 규모를 가지고 있다. 이탈리아는 G7, 유로존, OECD의 창립 회원국이며 세계에서 가장 산업화된 국가들 중 하나이자 세계의 수입과 수출을 주도하는 나라들 중 하나이다. 이탈리아는 2005년에 전 세계 삶의 질 순위에서 8번째를 차지하며 고도로 발달된 선진국임을 입증하였고, 인간개발지수는 26위이다. 이탈리아는 특히 창조적이고 혁신적인 사업, 거대한 농업, 세계 최고급 수준의 자동차, 기계 공업, 음식, 디자인, 패션업 등으로 매우 유명하다.
이탈리아는 세계에서 6번째가는 제조업 국가로, 소수의 다국적 거대 기업들이 다른 나라들에 비해서 상대적으로 적고, 그 대신 훨씬 활발하게 활동하고 있는 중소기업들이 더 많다. 기업들은 대부분 산업지구에 모여 있는데, 이들이 바로 이탈리아 산업의 중추를 이룬다. 이탈리아 산업들은 보통 명품업과 틈새 시장에 치중하며, 양으로는 승부하기 힘든 대신에 적은 임금으로 치고 올라오고 있는 중국과 같은 아시아 개발도상국들에게 뛰어난 질을 내세우며 맞서고 있다. 이탈리아는 2016년에 세계의 7대 수출국이었으며, 가장 가까운 무역 상대국은 유럽 연합의 다른 국가들이고 전체 무역의 59%을 차지한다. 유럽 국가들 가운데에서는 독일이 12.9%, 프랑스가 11.4%, 스페인이 7.4%를 차지한다.
이탈리아의 자동차 산업은 가히 제조업의 핵심이라 할 정도의 중요한 위치를 점하고 있는데, 2015년에만 144,000여 개의 회사와 485,000여 명의 사람들이 자동차 산업에 종사하고 있으며 전체 GDP의 8.5%를 차지하고 있다. 피아트 크라이슬러 오토모빌스는 세계에서 7번째가는 자동차 제조 회사이다. 이탈리아는 작은 부품에서부터 초고가 명품 자동차까지 모든 종류의 자동차 부품을 다 생산하는데, 이들 중 특히 마세라티, 람보르기니, 페라리 등 세계적으로 인정받는 명품 브랜드들이 모두 이탈리아 기업들이다.
이탈리아는 유럽단일시장의 일부로서, 5억 명이 넘는 잠재 고객들을 소유하고 있다. 이탈리나는 EU의 협약을 통하여 2002년에 유로화를 도입하였으며 유로존의 멤버로서 3억 3천만 명의 시민들을 대변하고, 이탈리아의 주요 금융 정책은 유럽중앙은행이 상당 부분 통제한다.
이탈리아는 2008년 금융위기로 인하여 크게 경제가 휘청거렸는데, 이는 단순히 국제적인 영향이 아니라 이탈리아 경제의 구조적인 문제도 있었다. 이탈리아 경제는 1950년대부터 1970년대 초까지 연 5~6%의 고도성장기를 거쳤고, 1980년대와 90년대에는 서서히 성장률이 줄어들었으며 2000년대 들어서는 완전히 정체기에 다다랐다. 정치인들과 정부는 정체된 경제를 살리기 위하여 막대한 양의 공적 자금을 쏟아부었는데, 이로 인하여 국가의 부채가 급속도로 증가하였으며 2017년에는 전체 GDP의 131.8%에 이르러 EU에서 그리스 다음가는 최대의 채무국이라는 불명예를 안았다. 이 때문에 현재 이탈리아의 빛 대부분은 정부의 부채이며, 가계 부채는 심지어 OECD 평균보다도 낮다.
이탈리아는 남부와 북부가 경제적 격차가 매우 심하고, 이 때문에 사회적, 경제적 불안정이 일어나고 있다. 보통 북부가 더 공업화와 산업화가 남부에 비하여 훨씬 더 잘되어 있고 소득 수준도 높은데, 북부에서 가장 부유한 지방인 알토아디제 티롤 지역은 이탈리아의 1인당 GDP의 152%를 평균적으로 벌어들이는 반면, 가장 빈곤한 지방인 칼라브리아는 61%밖에 벌어들이지 못한다. 이탈리아의 실업률은 11.1%로 유로존 평균보다 약간 더 높은데, 이마저도 북부에서는 6.6%로 낮은 반면 남부에서는 19.2%로 상당히 높다. 2018년 3월에 청년실업률은 31.7%로 매우 높은 수치를 보였고, 유럽 전역과 비교하였을 때에도 극히 위험한 수치이다.

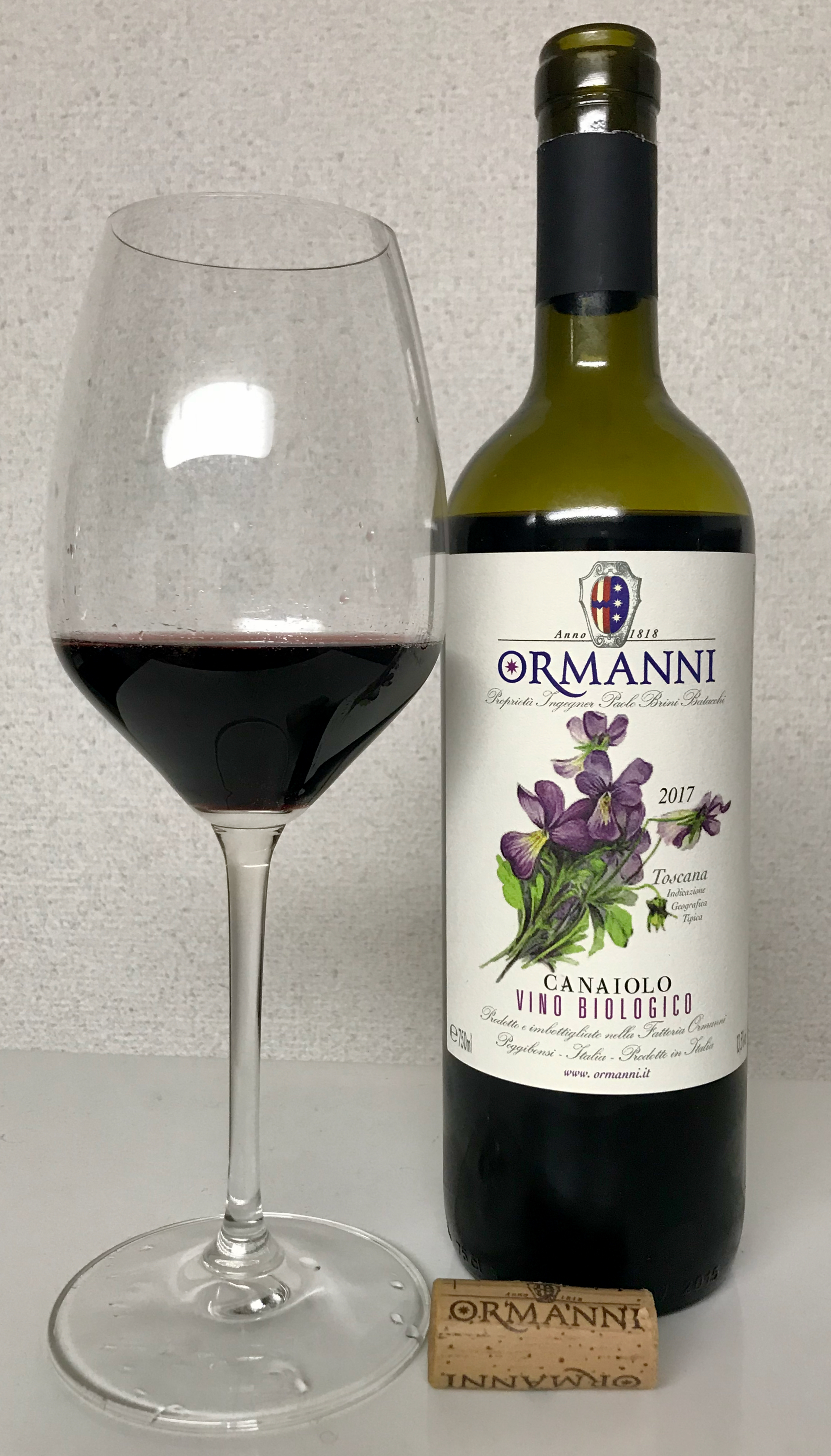
이탈리아 와인

### 농업
2010년 경, 이탈리아에서는 160만 여 개의 농장이 있었고, 1270만 헥타르를 차지하고 있는데 이들 중 63%가 이탈리아 남부 지방에 집중되어 있다. 이 농장들 중 99%에 달하는 농장들이 모두 가족들이 운영하는 소규모 농장들이며, 평균적으로 그 크기도 작아 보통 8헥타르 정도밖에 되지 않는다. 임업을 제외하고 농업에 쓰이는 토지 비율에서 밀이 31%를 차지하며, 올리브 나무가 8.2%를 차지하며, 포도밭이 5.4% 등이 있다. 나머지는 귤, 사료용 작물 등이 대부분을 차지한다.
이탈리아는 세계에서 제일가는 포도주 제조국으로, 그 외에도 올리브유, 사과, 포도, 올리브, 오렌지, 레몬, 배, 헤이즐넛, 복숭아, 체리, 딸기, 키위 등 여러 농산물들을 주력으로 하여 수출한다. 그 외에도 토마토와 같은 채소들도 주로 재배하는 편이다. 가장 유명한 와인은 토스카나 키안티, 피에몬테 와인 등이 있다. 이탈리아는 이같은 고급 포도주 외에도 수많은 제품들을 생산하고 있는데, 특히 지역별로 치즈들이 따로따로 생산되며, 이 치즈들마다 모두 향과 맛이 독특하여 인기가 많다. 이같은 제품들은 주로 유럽연합의 엄격한 심사와 품질 인증관리제도 하에 생산되어 과도한 대량 생산을 막고 품질 저하를 예방하고자 하고 있다.

### 중소기업
이탈리아의 경제는 다양화된 산업 경제로 프랑스, 영국과 총생산과 1인당 생산이 유사하다. 지역에 따른 경제 격차가 큰 편으로, 산업화되고 사유 기업 중심인 북부와 농업 중심으로 발전이 덜 되고 실업률이 20%에 달하는 남부 사이의 불균형을 아직까지 해소하지 못하고 있다. 서유럽의 인근 나라들과 비교할 때 중소 기업의 수가 많다. 산업에 필요한 대부분의 원자재와 에너지 필요량의 75%는 수입에 의존한다. 지난 10년간 이탈리아는 유럽경제통화연맹의 조건을 충족시키기 위해 긴축된 재정 정책을 편 결과 낮은 이율과 물가 상승률에 힘입어 1999년 유로화의 첫 도입 당시부터 이탈리아 역시 유로를 도입할 수 있었다.
이탈리아의 경제 실적은 다른 EU 나라들에 비해 뒤떨어진다. 현 정부는 다수의 단기 개혁을 시도해 경쟁력을 높이고 장기 성장을 도모하려 하나 많은 경제학자들이 지지하는 구조적 개혁, 즉 높은 세율을 낮추는 것, 경직된 노동 시장과 높은 비용이 드는 연금 제도를 재정비하는 것은 밀고 나가지 못하고 있는데, 이는 불경기와 노동 조합들의 반대 때문이다.

### 협동조합
이탈리아 볼로냐와 에밀리아로마냐주(州)는 협동조합이 경제에 활력을 불어넣고 있다. 기독공보에 따르면, 이탈리아에서 제일 발전이 더딘 도시였던 볼로냐와 에밀리아로마냐주(州)는 협동조합 운동으로써 주민들이 높은 소득을 얻고 있으며, 실업률이 낮다. 2013년 기준으로 에밀리아로마냐주(州)와 볼로냐의 협동조합은 8천여개, 4백여개이다. 노동자 임금이 에밀리아로마냐 주는 4만 유로(원화로 약 6천만 원)이고, 볼로냐는 이탈리아 평균 임금의 2배에 가깝다. 실업률은 볼로냐는 3.1%인데, 사회복지학자들은 실업률이 2퍼센트 내외라면 완전고용이라고 생각하므로 협동조합이 발전된 지역은 고용이 매우 안정되어 있다고 볼 수 있겠다.

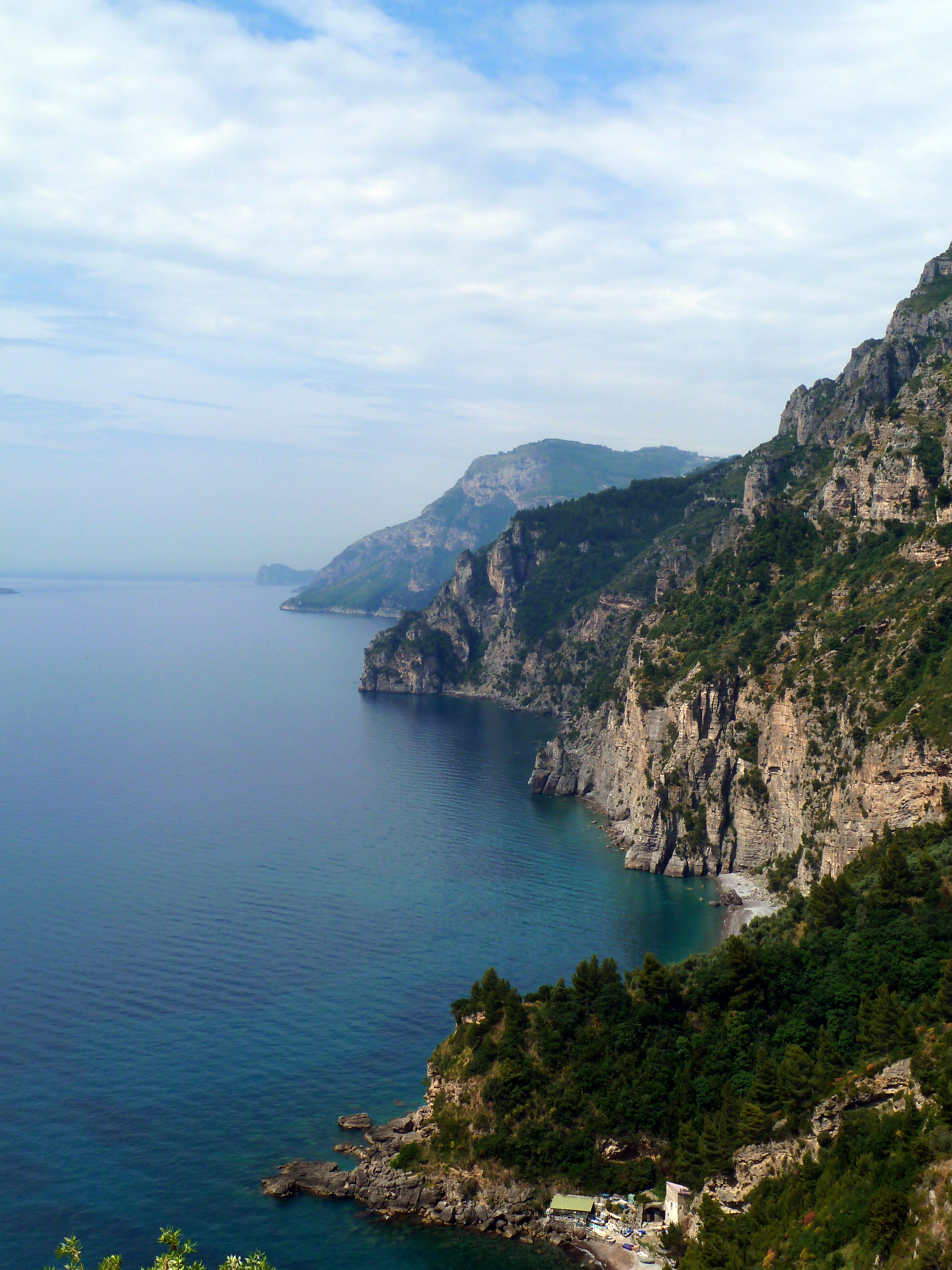
아말피 해안의 전경

### 관광업
이탈리아는 세계에서 5번째로 관광객들이 많이 찾는 국가이며, 2016년에만 5,230만 명의 관광객들이 이탈리아를 찾았다. 관광업과 관계 산업이 GDP에 미친 영향은 무려 10.1%의 비중을 차지하며, 2014년에는 이탈리아 전체 인구의 4.8%가 관광업에 종사하며 1,082,000명이 관광업에 직업을 두고 있다. 이탈리아가 이처럼 관광업이 발달할 수 있었던 이유는 고대 로마시대부터 전해져 내려오는 문화재가 많고 자연 풍광이 아름답기 때문인데, 이탈리아는 55개의 유네스코 세계문화유산을 보유하고 있는데, 이는 세계에서 가장 많은 양이다. 이탈리아의 수도인 로마는 유럽에서 3번째로 사람들이 많이 찾는 도시이며, 세계적으로는 12번째이다. 로마는 2017년에 약 940만 명의 관광객들을 맞았고, 밀라노는 680만 명의 관광객들을 맞으며 세계에서 27번째로 사람들이 많이 찾는 도시로 떠올랐다. 그 외에 베네치아와 피렌체도 세계에서 사람들이 가장 많이 찾는 명소들 100순위 안에 항상 꼽히는 명소들 중 하나이다.

## 인구
이탈리아는 언어와 종교 면에서는 동질적인데 비해 문화·경제·정치 면에서는 다양하다. 이탈리아의 인구밀도는 1km2당 196명으로 면적 10,000km2 이상 국가 중 유럽에서 다섯 번째로 높다. 소수집단도 있는데 가장 큰 소수집단은 남티롤의 독일어 사용 인구(1991년 통계: 28만 7503명이 독일어 사용, 11만 6914명이 이탈리아어 사용)와 트리에스테와 그 근교의 슬로베니아어 사용 인구이다. 여성 1인당 합계출산율은 2012년 현재 (세계은행 추정) 1.40명이다. 합계 출산율은 1995년 1.18로 바닥을 친 이래 조금씩 회복되고 있다. 2020년 기준, 인구는 약 6100만 명이다.
2020년 초, 이탈리아에는 총 60,317,116명의 사람들이 거주하고 있었다. 1제곱 킬로미터 당 202명이 살고 있는 인구 밀도를 가지고 있으며, 서유럽 국가들 대부분보다 더 높은 인구 밀도를 가지고 있는 것이다. 허나 인구 분포는 전국적으로 매우 불균형하며, 가장 인구가 심하게 몰려 있는 곳은 포 계곡과 로마와 나폴리의 도심지이다. 그를 제외한 알프스와 아펜니노 산맥 부근의 고지와 산맥, 사르데냐 섬 등은 거의 사람들이 살지 않는다. 이탈리아의 인구는 20세기 동안 거의 2배로 늘어났는데, 1950년대와 60년대에 대대적인 경제 복구가 일어나며 남부의 낙후지대에서 사람들이 북부의 공업지대로 대대적으로 이주하면서 성장이 매우 불균형하게 일어났다. 1970년대까지만 하여도 이탈리아는 높은 결혼율과 출산율을 가지고 있었으나, 이 시기 이후 급격히 고령화를 시작하였다. 2010년에 이르자 이탈리아 인구의 5분의 1이 65세 이상이었으며, 현재 이탈리아는 세계에서 5번째로 고령화된 사회로 중간 연령이 45.8세에 달한다. 다만 이탈리아는 최근들에서는 성장률이 조금씩 오르고 있으며, 여성 1인당 평생 낳는 아기의 수도 1995년의 1.18명에서 2008년에는 1.41명까지 늘었다. 다만 여전히 인구를 유지하기 위한 아기 수인 2.1명에는 턱없이 미치지 못하며, 1883년에 최고치를 찍었던 5.06명에 비하면 매우 낮은 수치이다. 다만 전체 출산율은 2030년 경이 되면 1.6명에서 1.8명까지 상승할 수 있을 것으로 예측된다.
19세기 후반부터 1960년대까지, 이탈리아에서는 사람들이 엄청나게 빠져나갔다. 1898년부터 1914에는 이런 디아스포라 현상이 극에 달했는데, 매년 75만 명에 달하는 국민들이 이탈리아를 탈출하여 외국으로 이민을 간 것이다. 이로 인하여 2,500만 명의 사람들이 국외로 빠져나갔으며, 동시대 최대의 이민 현상으로 기록되었다. 결과적으로 현재에 410만 명에 달하는 이탈리아인들이 해외에 살고 있으며, 아르헨티나, 브라질, 우루과이, 베네수엘라, 미국, 캐나다, 오스트레일리아, 프랑스 등에 대략 6천만 명에 달하는 사람들이 이탈리아계 조상을 가지고 있다.

## 민족
이탈리아는 라틴계인 이탈리아인이 주류를 형성하는 국가다. 하지만 북부, 중부, 남부에 따라 인종이 달라지는 편이다. 북부에 갈수록 장신, 금발, 푸른 눈동자의 인종이 많이 보이고, 남부로 갈수록 단신, 짙은 머리털에 검은 눈동자의 인종이 많은 편이다. 하지만, 남부에서 북부로 일거리를 찾으러 많은 이주민들이 늘어나 모두 섞인 편이다. 또 소수 민족으로 유대인과 국경지역에 프랑스인, 오스트리아인, 슬로베니아인이 살고 있다.

## 문화

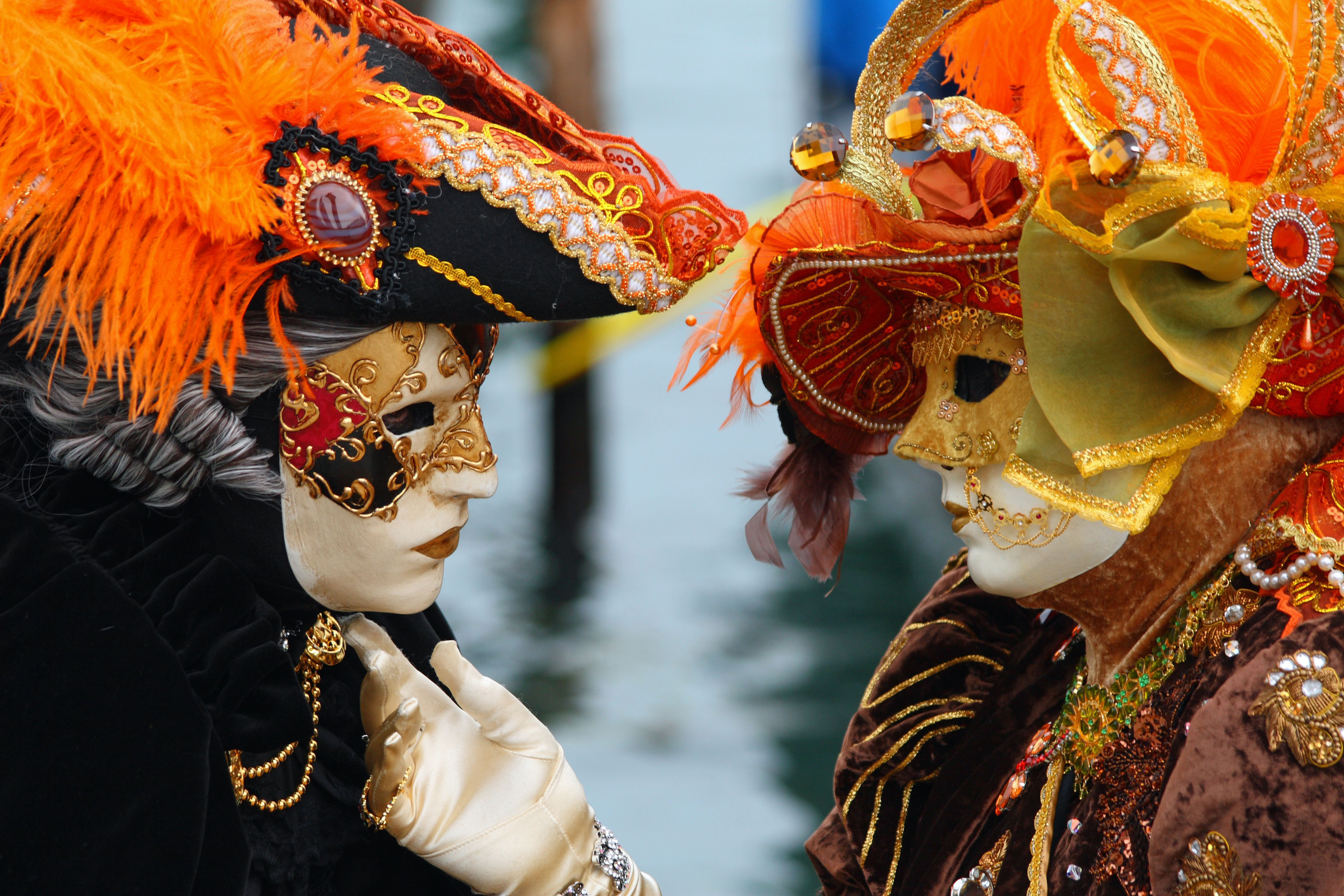
베네치아 카니발

이탈리아는 1861년의 통일 이전까지 정치적, 지리적으로 나뉘어 있었고, 이로 인하여 지역적으로 매우 다른 문화들이 발전하였다. 이탈리아는 서구 문화의 역사적인 중심이었으며, 아직도 예술과 문화의 본고장으로 인정받는다. 중세와 르네상스 기간 동안 수많은 귀족 가문들이 최고의 건축가, 학자와 예술가들을 이탈리아로 끌여들였고, 이들의 후원에 힘입어 이탈리아에서는 당시 유럽 최고의 걸작들이 탄생하였다. 이 가문들은 서로 정치적, 사회적으로는 고립되어있었으나, 문화적, 예술적으로는 서로 끊임없이 경쟁하며 교류하였기에 이탈리아에서는 아름다운 문화의 꽃이 피울 수 있었던 것이다. 이탈리아는 55개에 달하는 세계 최대의 유네스코 세계문화유산을 보유하고 있으며, 워낙 근대에 국민들이 해외로 많이 이민을 갔기에 그 영향으로 세계적으로도 이탈리아 문화들이 잘 보급되어 있다. 이탈리아는 10만 개가 넘는 문화유적(박물관, 궁전, 건물, 조각상, 교회, 빌라, 분수, 유적) 등을 보유하고 있으며, 전세계 예술품의 절반이 이탈리아에 있다고 추정할 정도로 압도적인 문화유적 수를 자랑한다.

### 건축

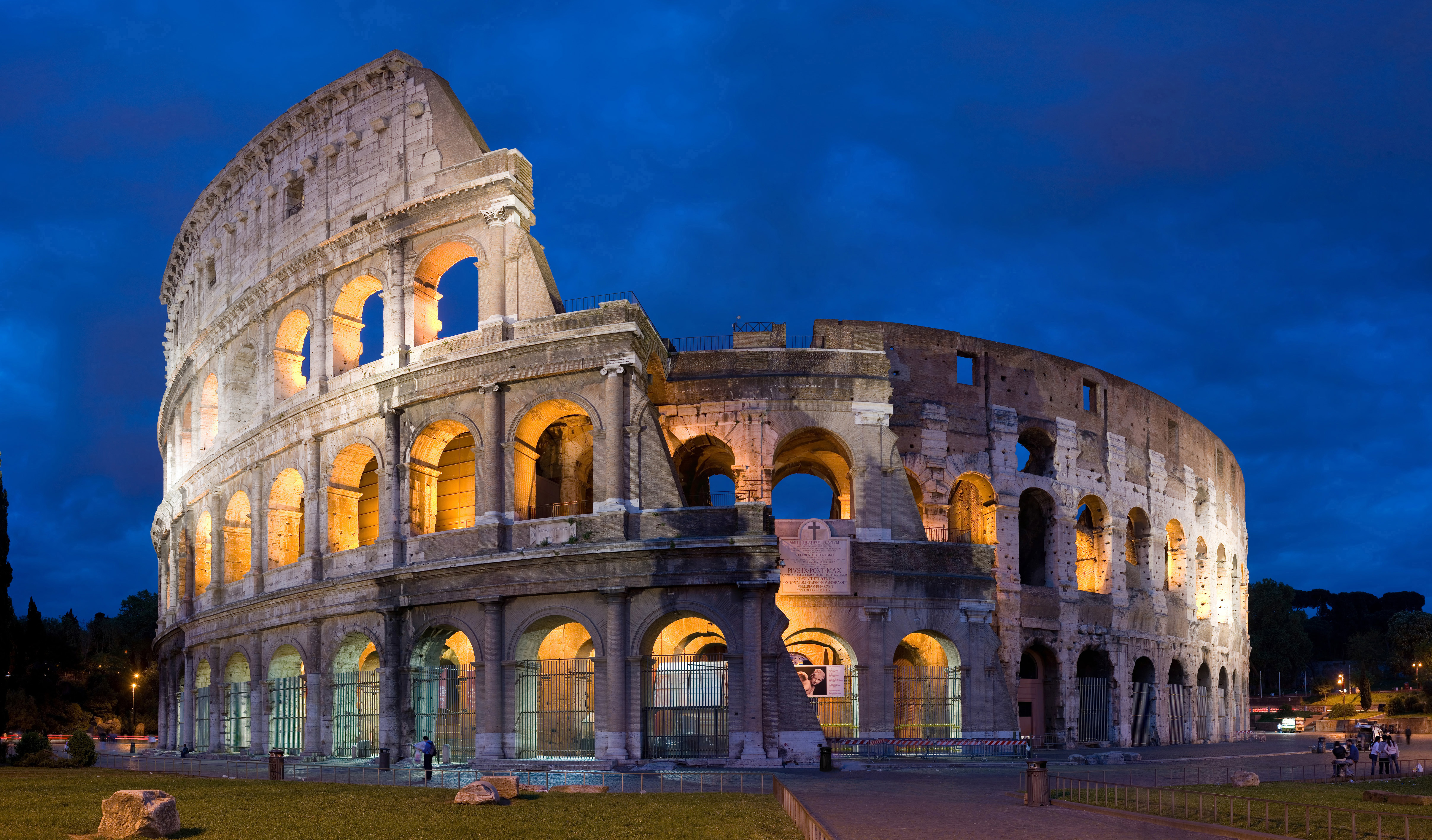
콜로세움

이탈리아 건축은 세계적으로도 매우 유명하다. 고대 로마 시기에는 아치, 돔 등을 이용하여 건물을 지었고, 이 건축양식이 14세기 후반과 16세기 사이의 르네상스 건축에 큰 영향을 주었다. 이후에도 그리스로마 양식은 신고전주의 건물들에 영향을 주었으며, 신고전주의는 영국, 오스트레일리아, 미국 등에서 17세기 후반과 20세기에 유행하여 귀족들과 상류층들이 주로 이 양식으로 자신들의 건물들을 짓고는 하였다. 이탈리아 초기에는 그리스와 에트루리아인들의 건축에 큰 영향을 받았으며, 이 것들이 이후 로마 양식으로 흡수되었다. 이후 고전 로마가 끝난 이후에는 르네상스에 또다시 고전 양식이 부활하고 르네상스 양식이 바로크 양식으로 바뀌었다. 기독교의 회당이자 중세 초기에 엄청나게 지어졌던 바실리카도 로마에서 처음으로 유래되었다. 바실리카는 주로 길고 직육면체로 지어졌으며, 거의 고대 로마 시대의 건물들과 비슷하게 지어져 모자이크와 장식이 풍부하다. 초기 기독교 미술과 건축도 자신들이 이교도로 불렀던 고대 로마의 영향을 크게 받았으며, 이 때문에 조각상, 모자이크, 그림들도 로마식으로 만들어 장식하였다. 이탈리아에서 처음 지어진 로마네스크 양식의 건물들은 800년대에 등장하였다. 한편 동쪽에서 전파된 비잔틴 양식도 로마에서 유행하였는데, 동로마 제국에서는 당시 로마 제국의 발달된 건축 기술을 보전하고 있었기에, 고대의 기술들마저 잃어버린 중세 유럽에서는 비잔틴 양식이 훨씬 진보적인 공법이었던 것이다. 이 영향을 많이 받은 건축물에는 베네치아의 성 마르코 대성당이 있다.

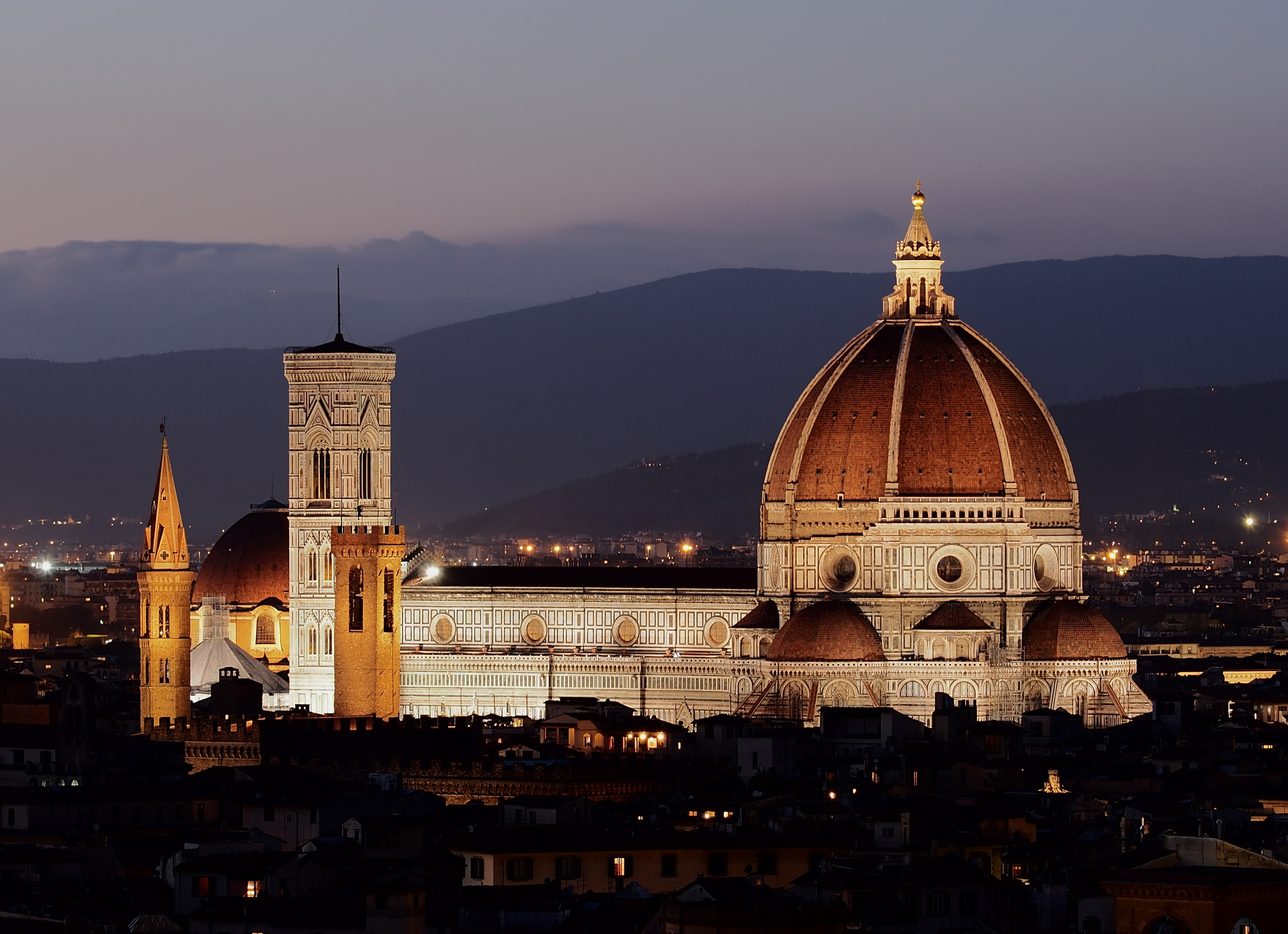
피렌체 대성당

로마네스크 양식은 800년대부터 1100년대까지 유행했으며, 이탈리아 건축에서 가장 화려하고 창조적인 건축양식들 중 하나로 평가받았다. 유명한 건물로는 피사의 사탑 등 피사 대성당 등이 있다. 로마에서 물려받은 아치, 창문, 기둥들을 주로 사용한 것이 특징이다. 이탈리아 로마네스크 양식의 주 특성은 바로 둥근 천장인데, 로마네스크 양식은 서구 건축에서 처음으로 둥근 천장이 사용된 예였다. 건축기술은 르네상스 들어 더욱 발전하였는데, 필리포 브루넬레스키는 피렌체 대성당의 거대한 돔을 지어 당시로는 상상도 하지 못했던 엄청난 규모의 돔을 짓는 것에 성공하기도 하였다. 또한 성 베드로 대성당도 이때 지어졌는데, 16세기 도나토 브라만테가 설계하였다. 안드레아 팔라디오는 빌라와 궁전들을 설계하여 전 유럽에 영향을 끼쳤다.
바로크 시대인 17세기 이탈리아에서는 여러 명건축가들이 탄생하였다. 특히 18세기 후반에 지어진 사보이가의 저택 스투피니지 궁전은 바로크 후반과 로코코 양식의 걸작으로 평가받기도 한다. 18세기 후반과 19세기 초, 이탈리아의 건축은 신고전주의의 영향을 크게 받았는데, 이로 인하여 이때 지어진 건물들 대부분이 고대 로마와 그리스의 건물들과 거의 유사한 생김새를 하고 있다. 파시스트가 호령하던 20세기에는 ‘노베첸토 운동’이 일어났는데, 고대 로마 제국의 영광을 되살리자는 예술 움직임이었다.

### 그림
이탈리아 회화는 서양 예술의 토대가 될 정도로 큰 영향을 끼쳤다. 로마 예술은 그리스의 영향을 받았으며, 사실상 고대 그리스 회화의 후계로 평가받았다. 로마인들은 자신 나름대로의 예술들을 개척하여 나갔으나, 현재는 남아있는 것들이 많이 없다. 현재 전해지는 로마 그림들은 캄파니아 등에서 발굴된 빌라 등의 유적에서 찾은 벽화들 밖에 없다. 판화는 로마네스크 기간 동안 동로마 제국의 영향을 받아 점차 유행을 타기 시작하였다. 13세기 중반, 중세 예술과 고딕 예술은 점차 대상을 더 사실적으로 묘사하기 시작하였으며, 부피와 입체를 표현하기 시작하였다. 치마부에와 그의 제자 조토 디 본도네가 당시 예술계를 이끌었다. 조토 디 본도네의 시대 이후, 이탈리아의 그림들은 이전보다 훨씬 자유로워졌고, 탈형식화되었다. 이 때문에 치마부에와 조토 디 본도네는 서구 중세 예술의 최고 거장들로 인정받기도 한다.
14세기에 본격적으로 시작하여 17세기 중반까지 지속된 이탈리아 르네상스 기간에, 이탈리아 회화는 황금기를 맞았다. 레오나르도 다빈치, 미켈란젤로, 라파엘로, 조반니 벨리니, 파올로 우첼로, 프라 안젤리코, 마사초, 피에로 델라 프란체스카, 안드레아 만테냐, 프라 필리포 리피, 조르조네, 틴토레토, 티치아노 베첼리오 등의 명화가들이 수도 없이 등장하였고, 인간 비례와 비율을 활용하여 이전과는 비교도 할 수 없을 정도로 아름다운 그림들을 남겼다. 이들은 수많은 예술 기법과 공법들을 새롭게 만들기도 하였다. 미켈란젤로는 특히 1500년에서 1520년까지 활동하였으며, 다비드 상, 피에타 상, 모세 상같은 걸작들을 후세에 남겼다. 르네상스에 활동한 또다른 조각가들에는 도나텔로, 필리포 브루넬레스키, 안드레아 델 베로치오, 로렌조 지베르티 등이 있다. 15세기와 16세기에 르네상스가 전성기를 찍었을 때에 르네상스 미술의 방식이나 형식을 계승하되 자신만의 독특한 양식에 따라 예술작품을 구현한 예술 사조인 매너리즘이 등장하였으며, 작가들은 의심, 개인의 고뇌 등을 작품 속에 그대로 담아넣어 표현하였다. 이전 작가들의 대표 격인 라파엘로가 숭고하고, 흠없는 처녀들을 그렸다면 이후의 작가들은 당황하고 분노한 표정들을 그림 속에 그대로 표현하였던 것이다. 17세기 바로크 시대에는 카라바조, 마티아 프레티, 카를로 사라체니, 바르톨로메오 만프레디 등의 화가들이 활동하였다. 18세기에는 프랑스 로코코 양식의 영향을 받았으며, 조반니 바티스타 티에폴로와 카날레토 등의 예술가들이 활동하였다. 이탈리아의 신고전주의 양식에서는 안토니오 카노바 등이 활동하였다.
19세기, 낭만주의가 득세하던 이탈리아에서는 프란체스코 하예즈, 주세페 베주올리, 프란체스코 포데스티 등이 활동하였다. 프랑스에서는 이후 인상주의 화풍이 들여왔고, 조반니 파토리, 조반니 볼디니 등이 이끌었다. 사실주의 화가로는 주세페 펠리자 다 볼페도 등이 있다. 20세기에는 과학의 비약적인 발전과 함께 미래주의가 유행하였으며, 움베르토 보치오니와 자코모 발라 등이 주로 활동하였다. 미래주의는 이후 브루노 카루소나 레나토 구토소 같은 화가들에게도 영향을 미쳤다.

### 문학

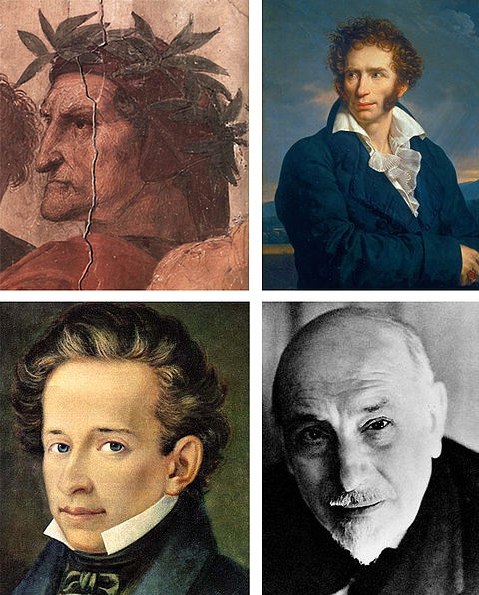
단테, 포스콜로, 피란델로, 레오파르디

라틴 문학은 기원전 240년부터 시작되었는데, 특히 막 흥하기 시작한 로마에서 발전하기 시작한 것이다. 라틴 문학은 그 이후부터 로마 제국의 성장과 함께 전 세게적으로 퍼져나갔으며, 아직까지도 세계적인 영향력을 발휘하고 있다. 이 때 수많은 명연설가들과 철학자, 시인과 역사학자들이 등장하였는데, 예를 들어 대플리니우스, 소플리니우스, 베르길리우스, 호라티우스, 프로페르티우스, 오비디우스, 리비우스 등이 대표적이다. 로마인들은 구전 전통, 시, 연극과 비극으로도 매우 유명하였는데, 13세기에 활동한 아시시의 프란치스코는 첫 이탈리아 시인으로 평가받으며, 종교 작품인 ‘태양의 찬가’를 남기며 명성을 날렸다.
이탈리아 문학은 시칠리아에서도 발전하였다. 13세기 절반에서 시칠리아 왕국을 다스렸던 프레데릭 2세의 궁정에서는 구전으로만 내려오던 찬가들과 시들이 훨씬 정제된 형태로 기록에 적혀졌다. 이때 적혀진 시들 중에서 소네트 양식의 선구자인 자코모 다 렌티니 등의 시들이 유명하다. 13세기에는 귀도 귀니젤리가 등장하였고, 전통적인 사랑시에다가 철학적인 사조를 불어놓었다. 이때부터 사랑에 대한 새로운 관점이 등장하였으며, 이후의 작가들은 사랑을 부드럽고 명료하게 표현하게 되었다. 이의 영향을 받은 시인들로는 귀도 카발칸티와 단테 알레기에리 등이 있다. 단테 알레기에리는 현대 이탈리아어의 기초를 놓았으며, 중세 유럽 문학의 최고봉이라 불리는 신곡을 남기며 이름을 크게 떨쳤다. 14세기에 등장한 작가들 중에는 페트라치와 지오반니 보카치오 등이 있는데, 고전 작품들을 재분석하고 모방하며 자신들만의 문학풍으로 재탄생시켰다. 페트라치가 남긴 시 모음집은 이후 수백년 동안 후대 작가들의 모델로 인정받았으며, 보카치오가 지은 데카메론과 같은 유명한 작품들에게도 영향을 미쳤다.
이탈리아의 르네상스 시기에는 수많은 문학가들이 쏟아져 나왔다. 마키아벨리가 집필한 군주론은 세계에서 가장 유명한 정치학, 현대 철학 저술이며, 추상적인 개념들보다 ‘현실’에 집중해야 한다고 강조하며 사회 안정에 대한 이론을 주장하였다. 이 시기에 나온 명작들 중에는 루도비코 아리오스토의 올란도 퓨리오소, 마테오 마리아 보이아르도의 미완성 로맨스작 올란도 인나모라토 등이 있는데, 기사시들 중에서는 최고작들 중 하나로 평가받는다. 발다사레 카스틸리오네가 작성한 궁정론은 완벽한 신사숙녀들의 예의범절들을 집대성해 놓았으며, 정신적인 아름다움을 추구하였다. 지오반니 프란체스코 스트라파롤라와 지암바티스타 바실레는 유럽에서 첫 동화집을 발표하였다. 17세기 초에는 잠바스티나 마리노가 쓴 신화시 르‘아도네가 출판되었다. 이후 바로크 시대에는 갈릴레오 갈릴레이의 과학적 발견이 터져나왔으며, 완벽한 철학자-사제가 통치하는 이상국가를 묘사한 ’태양의 도시‘가 발표되었다. 17세기 말에는 여러 사람들이 지나치게 형식적으로 변한 문학계를 더 간단하고 명료하게 만들기 시작하였으며, 18세기에는 카를로 골도니가 여러 작품들을 발표하며 당시의 중산층과 당시 현실을 묘사하기 시작하였다.
이탈리아에서는 외세에 맞서 자유와 정치적 통일을 추구하는 리소르지멘토 움직임이 본격화되며, 문학에도 낭만주의적인 사조가 불어닥쳤다. 19세기 초 이탈리아 작가들은 낭만적인 풍의 작품들을 쏟아냈고, 특히 비토리오 알피에리, 우고 포스콜로, 자코모 레오파르디 등의 작품들이 유행하였다. 이탈리아 낭만주의의 상징 격인 알레산드로 만초니는 이탈리아 통일과 애국주의의 상징처럼 떠올랐고, 그의 소설인 ‘약혼자들’은 기독교의 정의와 평등이라는 가치에 경의를 표한 내용의 첫 이탈리아 역사 소설이었으며 전세계에서 가장 많이 읽히고 유명한 이탈리아 소설로 칭송받았다. 19세기 말, 사실적인 문학풍이 유행하였으며, 사이언스 픽션 계열의 소설들도 유행하였다. 1883년에 카를로 콜로디는 피노키오의 모험을 출간하였으며, 이탈리아 작가가 쓴 최고 아동문학이라는 명예를 거머쥐었다. 20세기 초에는 미래주의 사조가 유행하였는데, 이 시기의 문학작품들은 미래의 빠른 역동성, 속도, 그리고 기계들의 힘을 찬미하는 내용들이 많다.  현대 문학의 경우, 1980년에 노벨 문학상을 수상한 움베르토 에코, 그리고 풍자가이자 극작가인 다리오 포가 1997년에 노벨 문학상을 수상한 바 있다.

### 음악

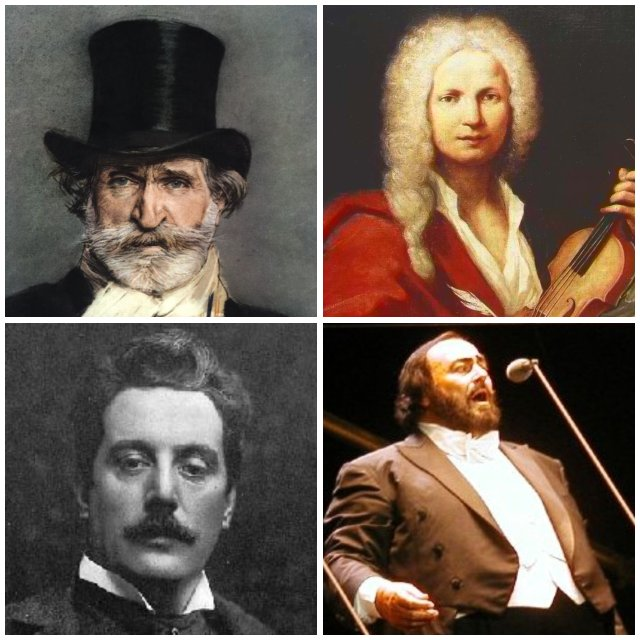
베르디, 비발디, 파바로티, 푸치니

이탈리아의 음악은 가히 세계 최고 수준으로, 이탈리아는 고대 로마 시절부터 서양의 음악 중심지들 중 하나였다. 여러 유명한 음악가를 많이 배출해냈다.  피아노와 바이올린과 같은 악기들이 이탈리아에서 만들어졌으며, 교향곡, 소나타와 같은 음악 형식들도 16세기와 17세기 이탈리아에서 처음 원형이 만들어졌다. 이탈리아의 가장 유명한 작곡가들에는 르네상스 시기의 작곡가인 조반니 피에를루이지 다 팔레스트리나, 클라우디오 몬테베르디, 카를로 제수알도 등이 있으며, 바로크 시기에는 도메니코 스카를라티, 아르칸젤로 코렐리, 비발디 같은 명작곡가들이 활발히 활동하였다. 이후 고전기에는 조반니 파이시엘로, 파가니니 등이 활동하였으며, 낭만주의 시대에는 베르디와 푸치니 등이 활동하였다. 현대에 들어서는 루치아노 베리오, 루이지 노노 등의 작곡가들이 전자 음악을 발전시켰다. 이와 동시에 고전 음악들도 여전히 강세를 보이고 있는데, 수많은 오페라 하우스들이 아직도 성업 중이며 전세계적인 테너 루치아노 파바로티, 피아니스트 마우리치오 폴리니 등이 이탈리아에서 큰 인기를 끌고 있는 것도 이 때문이다.
이탈리아는 오페라의 탄생지로도 유명하다. 이탈리아 오페라는 17세기 초 즈음에 처음 만들어진 것으로 추측되며, 베네치아나 만투아 같은 도시들에서 처음 공연되었을 것으로 추정된다. 이후 19세기와 20세기에 로시니, 벨리니, 도니제티, 베르디, 푸치니 같은 작곡가들이 나오며 전국적인 인기와 명성을 얻게 되었고, 이에 힘입어 전유럽으로 뻗어나간 것이다. 밀라노에 위치한 ‘라 스칼라’ 오페라 하우스는 세계에서 가장 오래되고 격이 높은 오페라 하우스로 유명하기도 하다. 이탈리아에서 유명한 오페라 가수에는 엔리코 카루소와 알레산드로 본치 등이 있다.
1920년대에는 재즈가 이탈리아로 유입되었는데, 당시 이탈리아를 통치하던 파시스트들의 반외세 움직임에도 불구하고 이탈리아의 국민 음악들 중 하나로 자리매김하였다. 현재 이탈리아의 재즈 음악 중심지에는 밀라노, 로마, 시칠리아 등이 있다. 이후 1970년대에 이탈리아는 락 음악과 팝 음악의 중심지로 떠올랐으며, PFM, 고블린, 푸, 방코 델 무투오 소코르소, 레 오르메 등의 밴드들이 활동하였다. 동시기에 극장들도 다양화되었으며, 이로 인하여 영화 산업이 급성장하자 엔니오 모리꼬네, 아르만도 트로바졸리, 피에로 피치오니, 피에로 우밀리아니 등의 영화 음악 작곡가들도 탄생하였다. 1980년대 초에는 힙합 문화가 떠올랐으며, 불의 랩소디, 엘븐킹, 포가튼 툼, 플래시갓 아포칼립스 등 여러 헤비메탈 락밴드들이 출현하여 활동하기도 하였다. 이탈리아에서는 디스코 음악과 전자 음악도 크게 유행하였는데, 세계 전자 댄스의 선구적인 국가들 중 하나라는 평을 듣는다. 1988년부터는 전자 음악이 이탈로 하우스와 같이 전통 춤과 음악에 동화되어 여러 다른 장르들이 출현하기도 하였다. 또한 2021년 열린 유로비전 송 콘테스트에서 이탈리아의 록 밴드 모네스킨이 우승하기도 했다.

### 패션
이탈리아는 세계 패션의 수도라고 불릴 정도로 전세계적인 패션을 선도하고 있는 국가이다. 밀라노, 피렌체, 로마 등의 대도시들은 이탈리아의 패션 수도라고 불리며, 2013년에 작성된 글로벌 패션 수도 랭킹에 의하면 로마는 세계 6위를, 밀라노는 세계 12위를 각각 기록하였다. 구찌, 아르마니, 베르사체, 프라다, 발렌티노, 돌체앤가바나, 미쏘니, 막스마라, 트루사디, 펜디, 모스키노 등의 명품 브랜드들은 세계 각국으로 수출되며 최고의 명품 브랜드로의 명성을 인정받고 있으며, 이탈리아에서 발행되는 패션 잡지인 보그 이탈리아(Vogue Italia)는 세계에서 가장 권위있는 패션 잡지로 평가받는다.
이탈리아는 패션 뿐만 아니라 디자인 면에서도 세계 최고 수준을 자랑하는데, 특히 건축 디자인, 산업 디자인, 도시 설계 등에 강세를 보이고 있다. 이탈리아는 지오 폰테, 에토레 소트사스 같은 가구 디자이너들을 배출하였으며, 이탈리아 단어인 ‘벨 디세그노’나 ‘리니아 이탈리아나’는 가구 디자인의 용어로 아예 공식적으로 통용될 정도이다. 이탈리아는 이뿐만 아니라 전자 제품들도 함께 설계하며, 세탁기나 냉장고 등도 디자인하여 수출하고는 한다. 에토레 소트사스는 밥 딜런의 곡에서 영감을 받아 포스트모던 느낌의 책장을 만들어 유명해지기도 했다고 전해진다. 현재 밀라노와 투린, 이 두 도시가 각각 이탈리아의 건축 디자인과 산업 디자인에서 선두를 달리고 있다. 밀라노에는 유럽에서 가장 거대한 디자인 기업인 피에라 밀라노가 입주해있기도 하다. 밀라노에서는 이외에도 ‘퓨오리 살론’이나 ‘살로네 델 모바일’ 같은 디자인 행사들을 개최하기도 하며, 브루노 무나리, 루치오 폰타나, 엔리코 카스텔라니, 피에로 만조니 같은 디자이너들의 고향이기도 하다.

### 음식

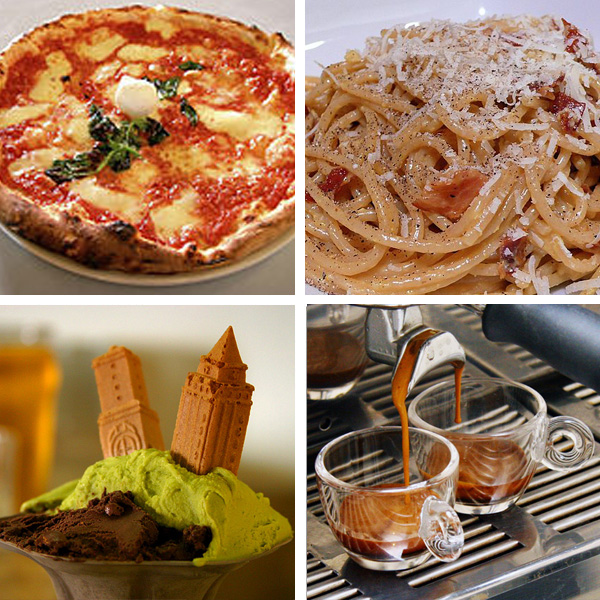
피자 마르게리타, 파스타 알라 카르보나라, 카페 에스프레소, 젤라토

이탈리아 요리는 기원전 4세기부터 시작한 것으로 알려지며, 이후 에트루리아, 고대 그리스, 로마, 동로마 제국, 유대인들의 요리의 영향을 받으며 급격히 발전하였다. 콜럼버스가 아메리카 대륙을 발견한 이후, 감자, 토마토, 고추, 옥수수 등이 들어왔고, 18세기 들어서 이 식재료들이 대량으로 수입되기 시작하며 이탈리아 요리들도 크게 바뀌게 되었다. 이탈리아 요리의 특징에는 지역적 특색, 맛의 풍부함 등이 있으며, 세계에서 가장 유명한 요리들 중 하나로 전세계에 뻗어있다.
이탈리아 요리는 지중해성 식재료들을 기본으로 하는데, 가장 대표적인 이탈리아 요리인 스파게티처럼 파스타 종류의 요리가 많으며, 생선, 과일, 채소 등을 많이 사용한다. 또한 요리들의 구성 재료들이 대단히 단순한 걸로도 유명한데, 상당수의 요리들이 오직 4개에서 8개 정도의 재료들로 만들어진다. 이탈리아 요리의 조리법 등은 전문 셰프 등이 전수해오고 있는 것이 아니라, 대부분이 가정 내에서 대대로 내려오는 경우가 많다. 이탈리아 요리가 해외에서도 성공한 이유들 중 하나는, 전통적인 재료들을 효과적으로 잘 사용했다는 것인데, 주로 치즈, 와인 등을 사용하며 대다수의 레스토랑에서는 EU 법에 따라 오직 정부에서 지정한 농장이나 사육장에서 생산한 식재료들만을 취급한다. 이탈리아 디저트도 매우 유명한데, 피스타치오, 아몬드 등을 주로 사용하며 리코타 치즈, 마스카포네 치즈와 같은 달콤한 치즈와 함께 초콜릿, 바닐라, 계피 같은 이색적인 향도 잘 쓴다. 유명한 이탈리아 디저트 종류에는 젤라토, 티라미수, 카사타 등이 있다.

### 스포츠

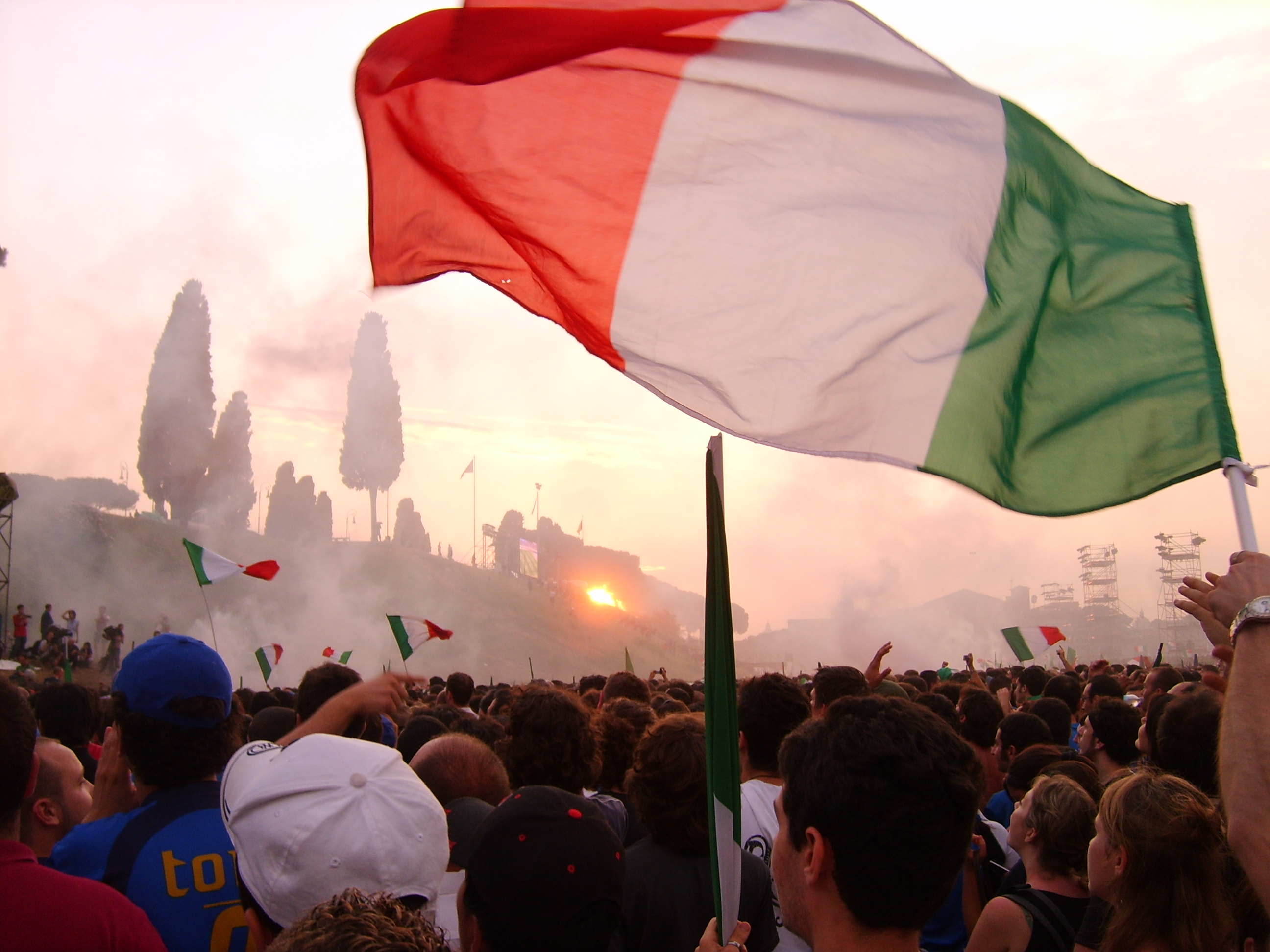
2006년 FIFA 월드컵 이탈리아-프랑스 경기 중, 로마에 운집한 이탈리아 축구 팬들

이탈리아에서 가장 대중적인 스포츠는 축구이다. 이탈리아 축구 국가대표팀은 세계에서 가장 강한 팀들 중 하나로, 1934년, 1938년, 1982년, 2006년까지 FIFA 월드컵에서 4번이나 우승하기도 하였다. 이탈리아 팀들은 48개의 유럽 주요 경기에서 우승을 거머쥐었으며, 이탈리아를 유럽에서 2번째로 승리를 많이 거둔 국가로 만들었다. 이탈리아의 최고 축구 리그는 세리에 A라고 불리며, 전세계에 수백만 명의 팬들을 거느리고 있다.
이탈리아에서 유명한 스포츠로는 그 외에도 농구, 배구, 럭비 등이 있다. 이탈리아의 남자 배구 국가대표팀과 여자 배구 국가대표팀은 세계 정상급으로 평가받는다. 이탈리아 농구 국가 대표팀은 유로바스켓 1983년과 1999년에 승리를 거두었으며, 2004년 올림픽에서는 은메달을 목에 걸었다. 레가 바스켓 세리에 A는 유럽에서 가장 치열한 경기 리그로 손꼽히고는 한다. 럭비는 특히 이탈리아 북부 지역에서 대중적이며, 이탈리아 럭비 국가대표팀은 6개국의 국가대표팀들과 경쟁하며 럭비 월드컵에도 개근하고 있다. 이탈리아는 세계 럭비의 최강국이기도 하다. 이탈리아 남자 배구 국가대표팀은 1990년, 1994년, 1998년에 월드 챔피언십에서 우승하였으며, 1996년, 2004년, 2016년의 올림픽에서도 은메달을 땄다.
이탈리아는 전통적으로도 개인 경기가 유명한데, 자전거 레이싱이 매우 대중들에게 잘 보급되어 있으며, 벨기에를 제외하고는 그 어떠한 나라들보다도 자전거 챔피언십에서 메달을 많이 따냈다. ‘지로 디탈리아‘는 매년 5월에 열리는 경기로, 투어 데 프랑스와 부엘타 아 에스파냐와 함께 3대 그랜드 투어들 중 하나로 손꼽힌다. 알프스 스키도 매우 유명하며, 이탈리아는 북부의 알프스 산맥을 활용하여 스키 리조트 등을 지어 사람들을 끌어모은다. 테니스도 유명한데, 연구 결과에 의하면 이탈리아 국민이 4번째로 많이 즐기는 스포츠가 테니스라고 한다. 1930년에 만들어진 로마 마스터즈는 세계에서 가장 명예로운 테니스 경기들 중 하나이기도 하다. 이탈리아는 항상 올림픽에서도 괜찮은 성적을 보여왔는데, 1회 올림픽에도 참가하였으며, 하계 올림픽에서 지금까지 522개의 메달들을 따냈으며 동계 올림픽에서는 지금까지 106개의 메달을 따내 총 628개, 그중 235개의 금메달을 따내는 쾌거를 이룩했다. 현재 이탈리아는 세계에서 5번째로 메달을 많이 따낸 국가이며, 1956년 동계 올림픽, 2006년 동계 올림픽, 1960년 하계 올림픽을 열었으며 앞으로 2026년 동계 올림픽을 개최한다.

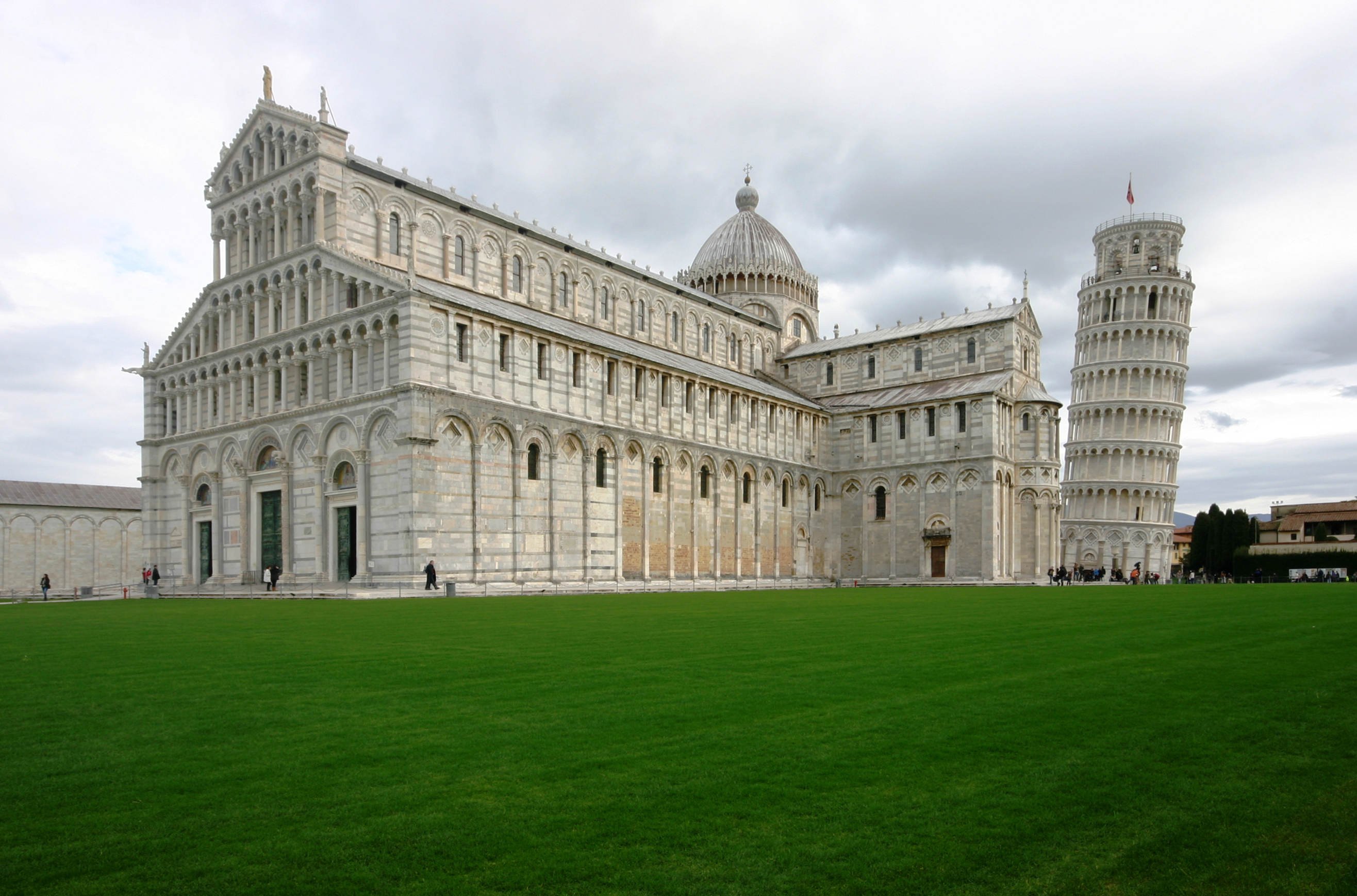
피사의 사탑

이탈리아는 문화 예술과 수많은 기념물들로 잘 알려져 있다. 피사의 사탑과 로마의 콜로세움 등의 역사적 건축물과 이탈리아 음식(피자, 파스타 등), 포도주, 생활 양식, 우아함, 디자인, 영화, 연극, 문학, 시, 미술, 음악(특히 오페라), 관광 등은 이탈리아를 세계적 문화국가로 만들었다. 로마, 피렌체, 베네치아는 관광객들이 많이 찾아오는 도시들이다.
유럽의 르네상스 시대는 14세기와 15세기에 이탈리아에서 시작되었다. 페트라르카, 토르콰토 타소, 루도비코 아리오스토의 시와 조반니 보카치오, 니콜로 마키아벨리, 발다사레 카스틸리오네의 산문은 서양 문화의 발달에 지대한 영향을 끼쳤다. 이는 레오나르도 다 빈치, 라파엘로 산티, 산드로 보티첼리, 프라 안젤리코, 미켈란젤로 등의 거장들을 배출한 회화와 조각, 건축 부문에서도 마찬가지였다. 현대 미술가로는 조각가 톰마소 제라치가 알려져 있다. 이탈리아의 작곡가 몬테베르디, 팔레스트리나 비발디 등은 한 시대를 풍미했고 19세기에는 조아키노 로시니, 주세페 베르디, 자코모 푸치니 등의 작곡가들에 의해 이탈리아의 낭만주의 오페라가 전성기를 구가했다. 현대의 이탈리아 미술가들과 작가, 영화감독, 건축가, 작곡가, 디자이너 등도 오늘날 서양 문화에 크게 이바지하고 있다.
이탈리아에서 가장 인기가 있는 스포츠 종목은 단연 축구로 이탈리아인들의 축구에 대한 광적인 열정은 잘 알려져 있다. 이탈리아 전체 인구는 5,700만 명에 불과하지만 축구협회에 가입된 클럽은 대개 2만개 가량이 되고 선수는 무려 11만 명에 이른다. 이탈리아는 영국으로부터 대략 19세기 말쯤 축구를 받아들였는데 영국과 독일 스페인과 더불어 유럽 4대 축구 강국으로 불린다. 1934년, 1938년, 1982년, 그리고 2006년 네 차례에 걸쳐 FIFA 월드컵 우승을 차지한 바 있다. 또한 현재까지 굵직한 국제대회에서 단 한 번도 독일에게 패한 적이 없다. 이 나라는 월드컵에서 남·북한에게 모두 패배한 적이 있었다.
전국에서 뽑힌 18개 팀이 맞붙은 세리에(Serie) A 경기가 열리는 날은 이탈리아 전체가 용광로처럼 들 끓게 된다. 이탈리아의 축구는 팬들에게 짜릿한 감동과 흥분, 즉 창조적인 볼거리를 제공하고, 클럽과 시, 정부, 기업에게 막대한 재원을 안겨준다. 이탈리아의 진정 굴뚝 없는 산업은 축구로서 국민적인 비즈니스로 정착했다.
축구 이외에 전국적인 인기를 모으는 스포츠로는 자전거 경주가 있다. 유명한 자전거 경주인 '지로 디탈리아 (Giro d'Italia)' 나 '투르 드 프랑스(Tour de France)'에서 이탈리아 선수가 나타나면 사람들은 환호성을 지르면서 따라 달리곤 한다.
이탈리아는 체육수업이 거의 없다. 그럼에도 이탈리아는 수영이나 펜싱은 물론 조정과 사격에 이르기까지 다양한 분야에서 세계 챔피언과 올림픽 챔피언을 적지 않게 배출했으며, 선수들 모두 스포츠 무대의 중심을 차지하기 위하여 분투하고 있다. 이밖에 농구와 배구, 핸드볼도 인기 있으며 이탈리아 북부와 지방 항구도시에서는 제2차 세계대전 당시 미군의 영향으로 야구가 가장 인기있는 스포츠이다. 이탈리아의 성악가 체칠리아 바르톨리, 안드레아 보첼리, 루치아노 파바로티, 레나타 테발디 등이 이탈리아를 빛내고 있다.

## 교육
이탈리아에서 교육은 자유이나, 6세에서 16세까지는 의무교육이다. 이탈리아의 교육 체계는 총 5단계로 이루어져 있는데, 가장 하위 단계가 3년의 유치원, 그다음이 초등학교로 5년제, 그 다음이 중학교로 3년제이다. 학년은 9월부터 6월까지로, 총 3학기제이다. 중학교 과정을 이수한 이후에는 고등학교로 진학하는데, 현재 5년제의 고등학교를 두 부분으로 나누어 첫 2년(Biennio)은 대부분 학교의 교육과정이 같으며 의무교육이다. 이후 3년(Triennio)은 본인이 원하는 고등교육기관으로 선택해 진학한다. 고등학교를 우수한 성적으로 마쳤을 경우에는 대학교로 진학하여 대학 교육을 받을 수 있다.
초등학교 과정동안, 학생들은 이탈리아어, 영어, 수학, 자연과학, 역사, 지리학, 사회학, 체육과 예술 등 국민으로서의 기본적 소양을 배운다. 고등학교는 총 5년 동안 지속된다. 2012년에 이탈리아의 고등학생들은 OECD의 평균보다 약간 낮은 수치를 기록하였다. 다만 과학과 수학 분야에서는 2003년 이래 꾸준히 증가해오고 있는 추세이다. 다만 이탈리아의 남북 격차가 교육 분야도 영향을 끼치고 있기 때문에, 상대적으로 부유한 북부 지역의 학교들이 훨씬 교육 상태와 학업 성취도가 높으며, 몇몇 과목에서는 세계 최고 수준을 보이기도 한다. 하지만 남부 지역의 학교들은 이보다 훨씬 뒤떨어지는 결과를 보이고 있다. 이탈리아의 대학들은 주로 공공대학, 사립대학 등으로 나뉜다. 2019년 기준, 세계 500대 대학에서 이탈리아의 대학 33개가 들어갔고, 유럽에서는 영국과 독일 다음으로 3번째로 많은 수였다. 1088년에 창설된 볼로냐 대학은 현재 세계에서 가장 오래된 대학이며, 이탈리아와 유럽 최고 명문대학들 중 하나이다. 그 외에도 밀라노 대학교, 보코니 대학교, 사크로 쿠오레 가톨릭 대학교, 투린 폴리텍 대학, 로마 라 사피엔차 대학들이 쟁쟁한 대학들로 세계적인 명성을 자랑하고 있다.

## 종교
이탈리아의 종교 - 세계 종교 지표(Global Religious Landscape)
옛 로마 제국 때 테오도시우스 1세에 의해 가톨릭이 국교로 정해지게 된 까닭에 수도인 로마 시를 중심으로 서방교회가 오랜 역사를 거치는 동안 압도적인 강세에 있으며, 이탈리아의 역사 자체도 가톨릭과 거의 맥을 같이 해왔다고 보아도 무방하다. 이탈리아 통일 이후에도 1929년부터 1978년까지 가톨릭이 공식적인 국교였으며, 현재에도 국민 상당수가 가톨릭 신자이다. 현재는 국교가 없고, 신앙의 자유를 존중하므로 이외의 종교를 믿어도 아무런 문제가 없고 개신교도 존재한다. 또한 이민자들에 의하여 이슬람교, 힌두교의 종교도 존재한다.
2017년 기준으로 이탈리아인들의 75%가 자신이 천주교인이라고 답했다. 다만 이탈리아는 1985년 이후 가톨릭을 공식 국교에서 해제하였다. 가톨릭의 최고 중추인 교황좌와 교황령이 바로 로마에 자리하고 있으며, 교황은 바티칸의 최고 수반으로 이탈리아와는 별개의 주권 국가를 다스리고 있다. 보통 사람들이 성좌 자체를 ‘바티칸’이라고 부르기도 하지만, 정확하게 성좌는 1929년에서야 건국된 바티칸 시국과는 다른 개념이다. 2011년에 동방 정교와 같은 기독교 소수 분파들이 대략 전체 인구의 5%, 150만 명에 달한다고 전했다. 여호와의 증인이 대략 251,192명이라고 한다. 이탈리아에서 가장 오래된 종교들 중 하나가 바로 유대교인데, 유대교는 고대 로마 이래 끈질기게 로마에서 명맥을 유지해왔다. 이탈리아는 스페인 등 유럽에서 쫓겨난 유대인들을 상대적으로 관용적으로 받아들였는데, 허나 2차 세계대전의 홀로코스트 중에 이탈리아 유대인의 20%를 죽이는 대참사를 저지르기도 하였다. 이때 수많은 유대인들이 이탈리아에서 도망쳐 아메리카 등으로 도망쳤기에, 이탈리아에는 28,400명의 유대인들 밖에 남지 않았다. 점차 종교의 영향력이 약해지고, 무신론이 득세하며 기독교 외의 종교들이 점차 세를 얻고 있다. 이탈리아에서는 인도에서 전래된 시크교 신자가 7만 명 정도 있으며, 그 외의 인도계 종교를 믿는 신도들이 80만 명에 달한다고 전한다. 이탈리아는 종교의 자유를 보장하며, 그 대신에 0.8% 정도의 종교세를 부과하여 오직 공식적으로 인정된 종교 단체들만이 자유로운 종교 활동을 펼칠 수 있도록 한다. 개신교, 유대교, 불교, 힌두교 단체들은 기부와 세가 허가되나, 아직까지 무슬림 종교단체는 공인된 바가 없기에 공식적인 종교 활동을 하기에 제약이 있다. 종교에 돈을 기부하기 싫어하는 사람들은 국가복지세를 대신 낸다.
| 인구       | 국내총생산            | 국민총소득             | 년 당 경제성장률 | 1인당 국내총생산 |
| ---------- | --------------------- | ---------------------- | ---------------- | ---------------- |
| 60,367,471 | 2조 12억 4,439만 달러 | 2조 183억 7,739만 달러 | 0.3%             | 33,189.57 달러   |